# Fuentes Claras
Fuentes Claras és un municipi d'Aragó, situat a la província de Terol i enquadrat a la comarca de Jiloca.
El municipi és conegut per haver-se registrat allà la temperatura més baixa en zones habitades d'Espanya: –30 °C a l'estació d'observació meteorològica de Calamocha-VOR el 17 de desembre de 1963, rècord oficial de fred reconegut per l'Agència Estatal de Meteorologia (AEMET).

## Toponímia
La primera referència a l'actual nucli de població es remunta a l'any 1205, inicialment com a Fuentesclaras. Durant segles s'han fet servir dues versions: Fuentes Claras i Fuentesclaras, i actualment és oficial la primera.
El topònim es deu al gran nombre de fonts i brolladors que hi ha al terme municipal i que serveixen de reforç al cabal del riu Jiloca, regant una àmplia i fèrtil horta. En l'escut de la població s'utilitza la versió en llatí, Fonts Clarae, sense que se'n dedueixi forçosament que l'actual població tingui origen romà.

## Geografia física

### Ubicació

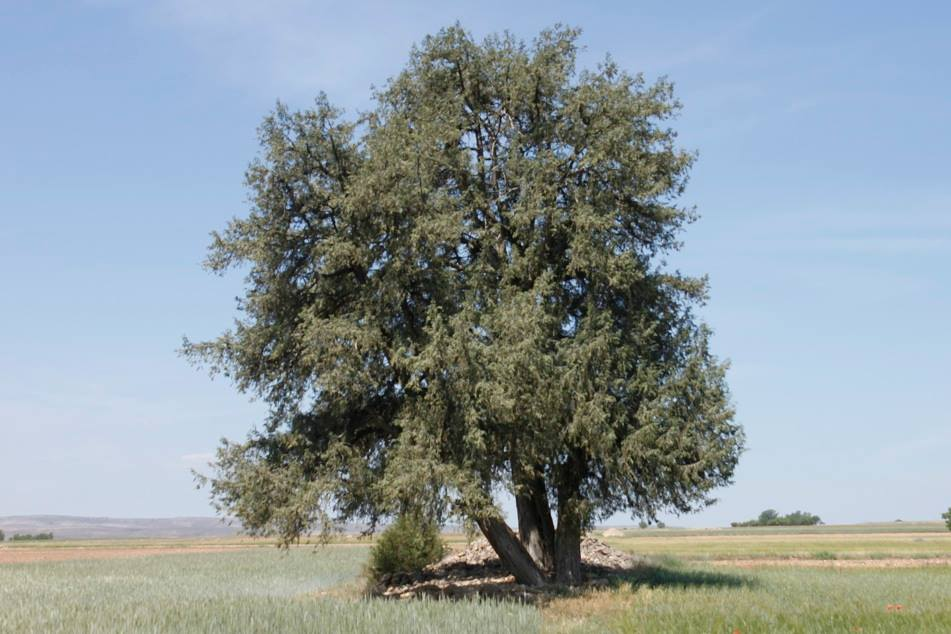
Sabina mil·lenària, un dels arbres més singulars de Fuentes Claras

El municipi té un àrea de 36,64 km² amb una població de 445 habitants (INE 2020) i una densitat de 18,37 hab/km². Es troba a 7 km de la capital comarcal, Calamocha; a uns 65 km de la capital provincial Terol, i a uns 110 km de la capital autonòmica, Saragossa.

### Orografia
Fuentes Claras s'ubica sobre una terrassa quaternària, al costat de la llera fluvial del riu Jiloca, de sediments travertínics; és a dir, acumulacions de carbonat càlcic precipitades químicament al voltant de restes vegetals. Cap als marges del riu les acumulacions quaternàries de ventalls al·luvials i glacis formen superfícies planes de gran extensió, recorregudes per petites rambles, de les quals la més important és la de Cañamaría, a la riba occidental del riu. S'observa una forta transformació del paisatge que ha provocat l'aparició d'una pastura degradada amb domini del llistó al costat de grans extensions de cultius. Destaca en les rodalies, a l'est de la vila, el pic de Valdellosa, de 1.227 m d'altitud, amb matolls de port arbustiu amb presència de alzines i roures. Els paisatges són de zones conreades molt planes, entre els quals trobem zones de regadiu i de secà.
La presència del riu Jiloca i les seves àmplies zones de cultiu fan que sigui una important zona d'aliment de la grua europea. La proximitat a la llacuna de Gallocanta permet que aquestes aus es desplacin en gran nombre a les diferents zones de cultiu de la zona del Jiloca.

### Hidrografia
Dins el patrimoni natural de Fuentes Claras són destacables els ulls, fonts naturals similars a les d'altres municipis de la vall del Jiloca, així anomenats a la comarca per la seva forma circular o ovalada. Com és una zona molt plana afloren a la part més baixa. Són cinc masses d'aigua de petita extensió i estan connectades entre si per séquies que aprofiten l'aigua per regar. La massa d'aigua més gran ocupa uns 1.000 m². Al municipi es denominen Las Balsas. La profunditat màxima està entre tres i quatre metres i la mínima és d'uns 35 cm. Els materials calcaris de terra són de gran permeabilitat i permeten que l'aigua s'infiltri fins a l'aqüífer, alimentant el riu Jiloca.
És una zona magnífica per observar el milà reial, garses o ànecs collverds. També són nombrosos els crancs de riu.
Dins de l'arquitectura popular vinculada als usos de l'aigua destaquen les pesqueras, el safareig del Chopo, el safareig del Cubo i las Suertes. Menció a part mereixen la Font de pedra i el Molí fariner, descrits en l'apartat de patrimoni civil.
Galeria fotogràfica

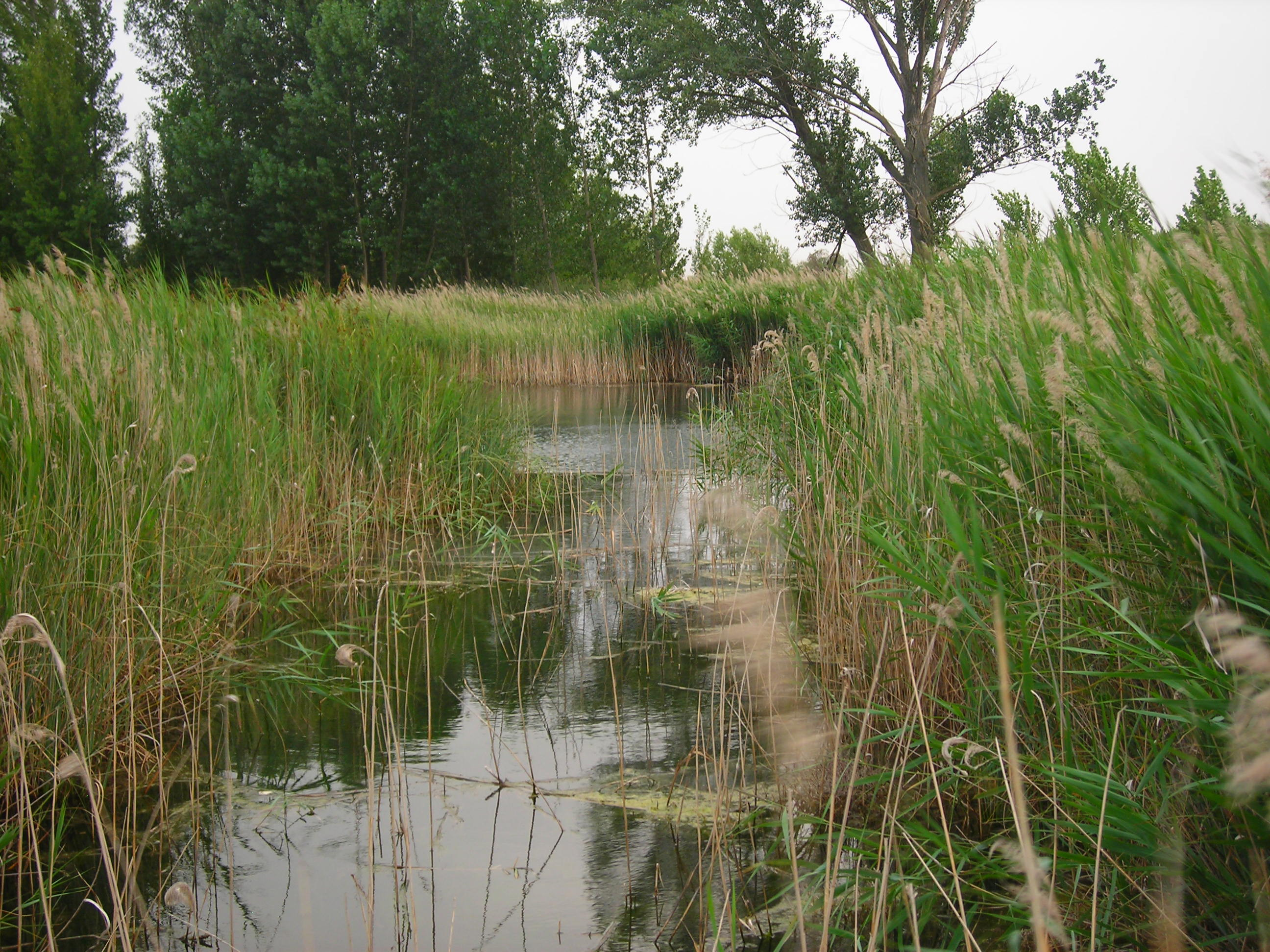
Els ulls (fonts) de Fuentes Claras-El Poyo del Cid
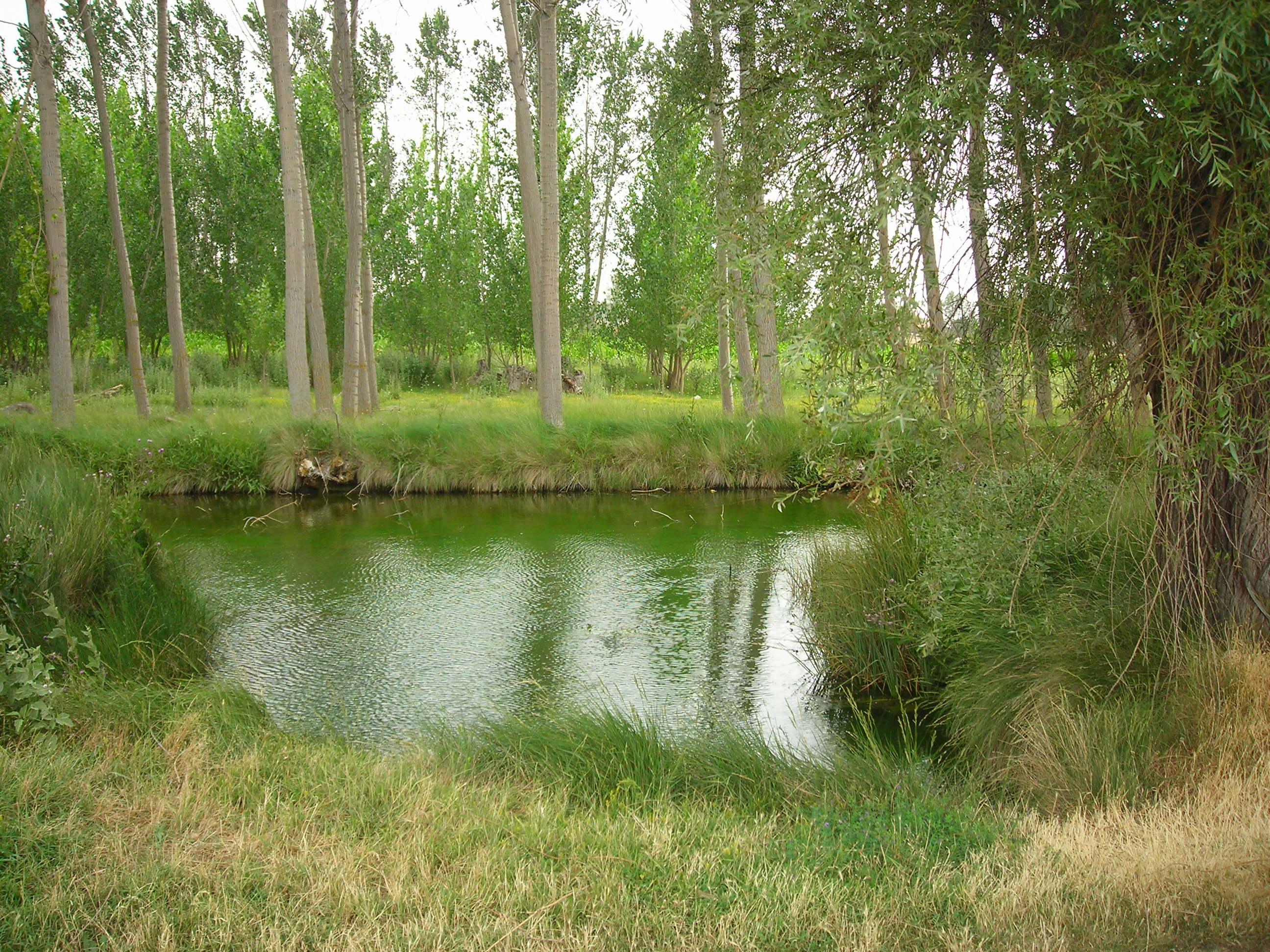
Bassa (1)
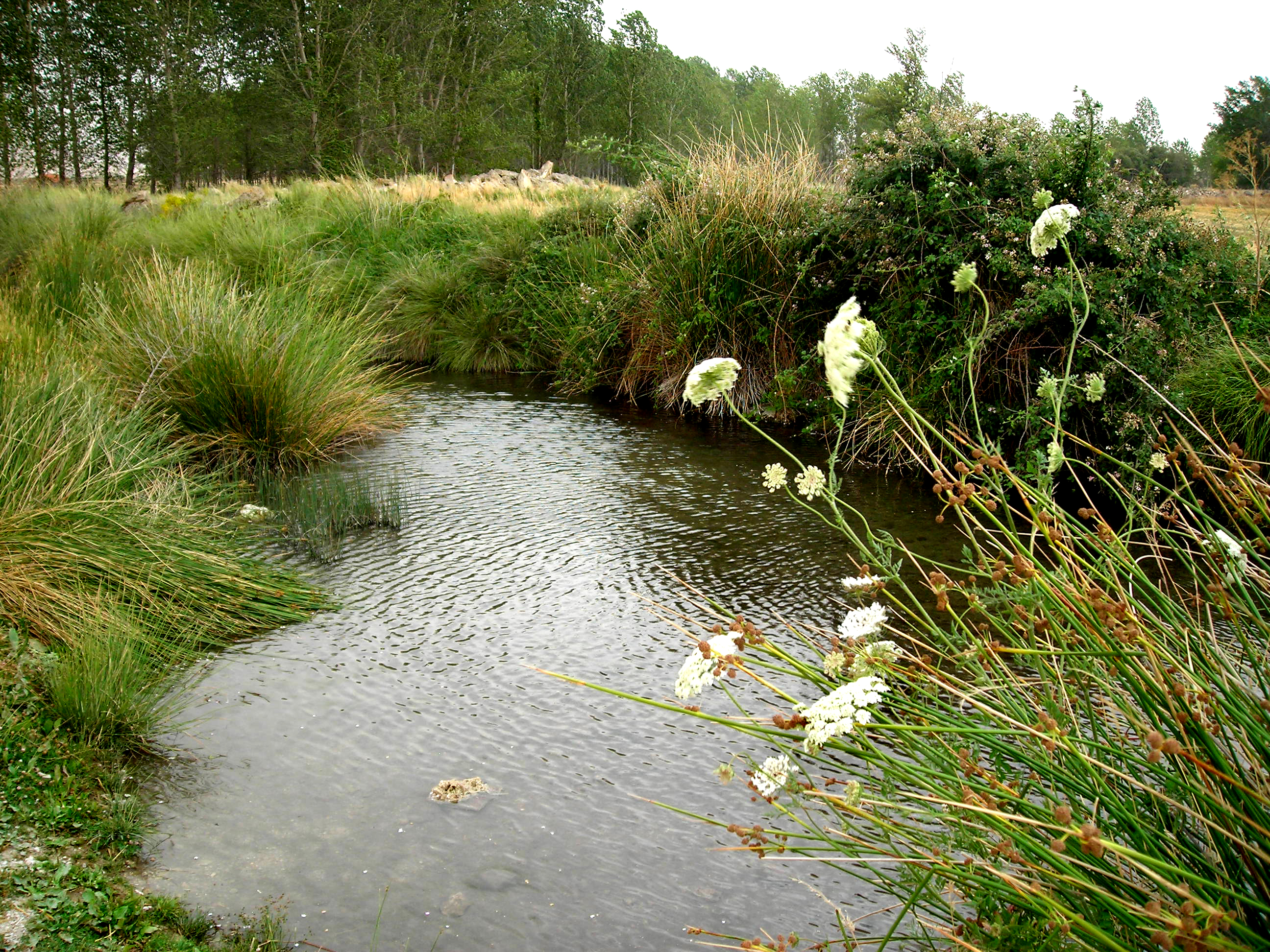
Bassa (2)
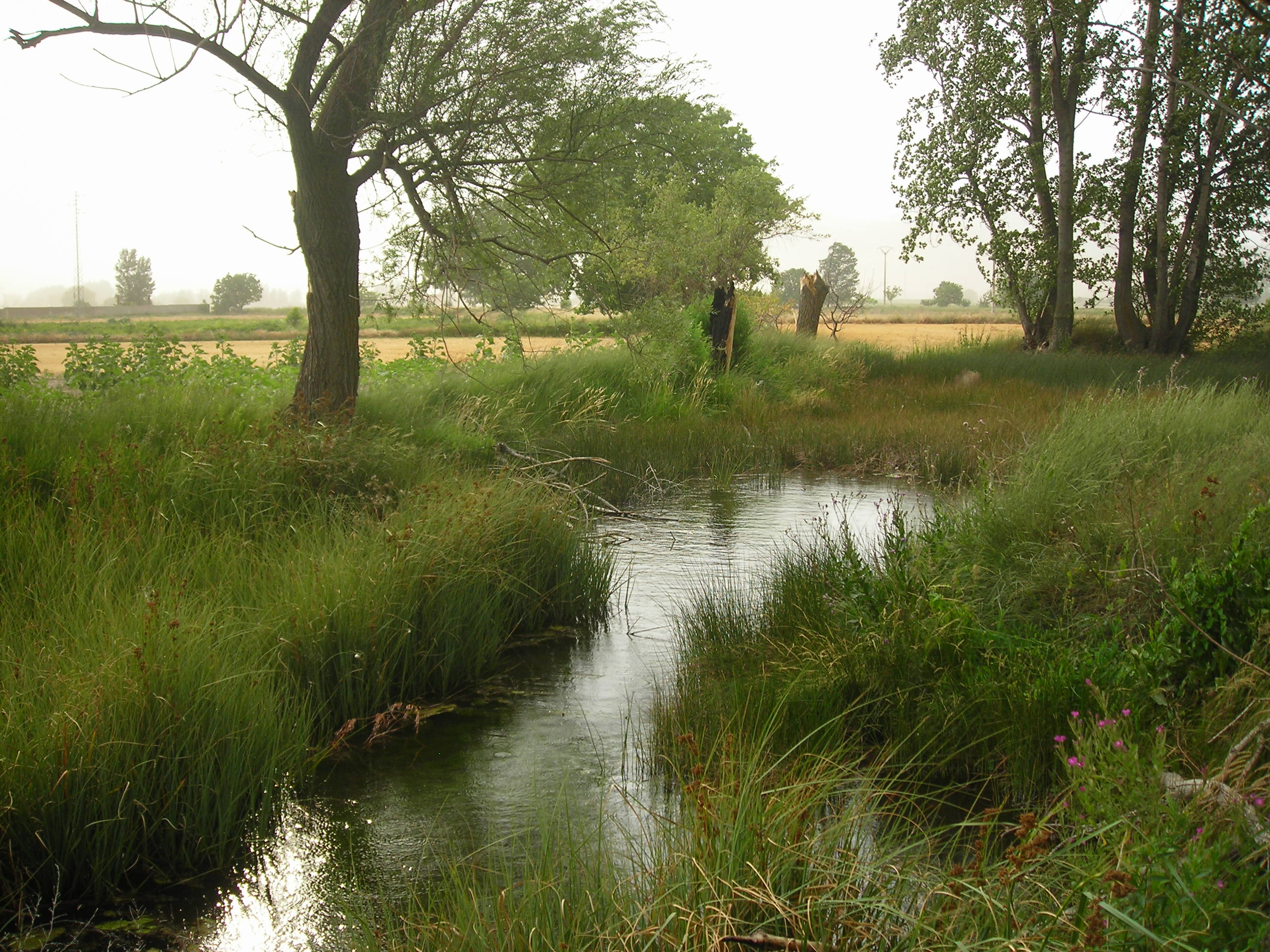
Bassa (3)
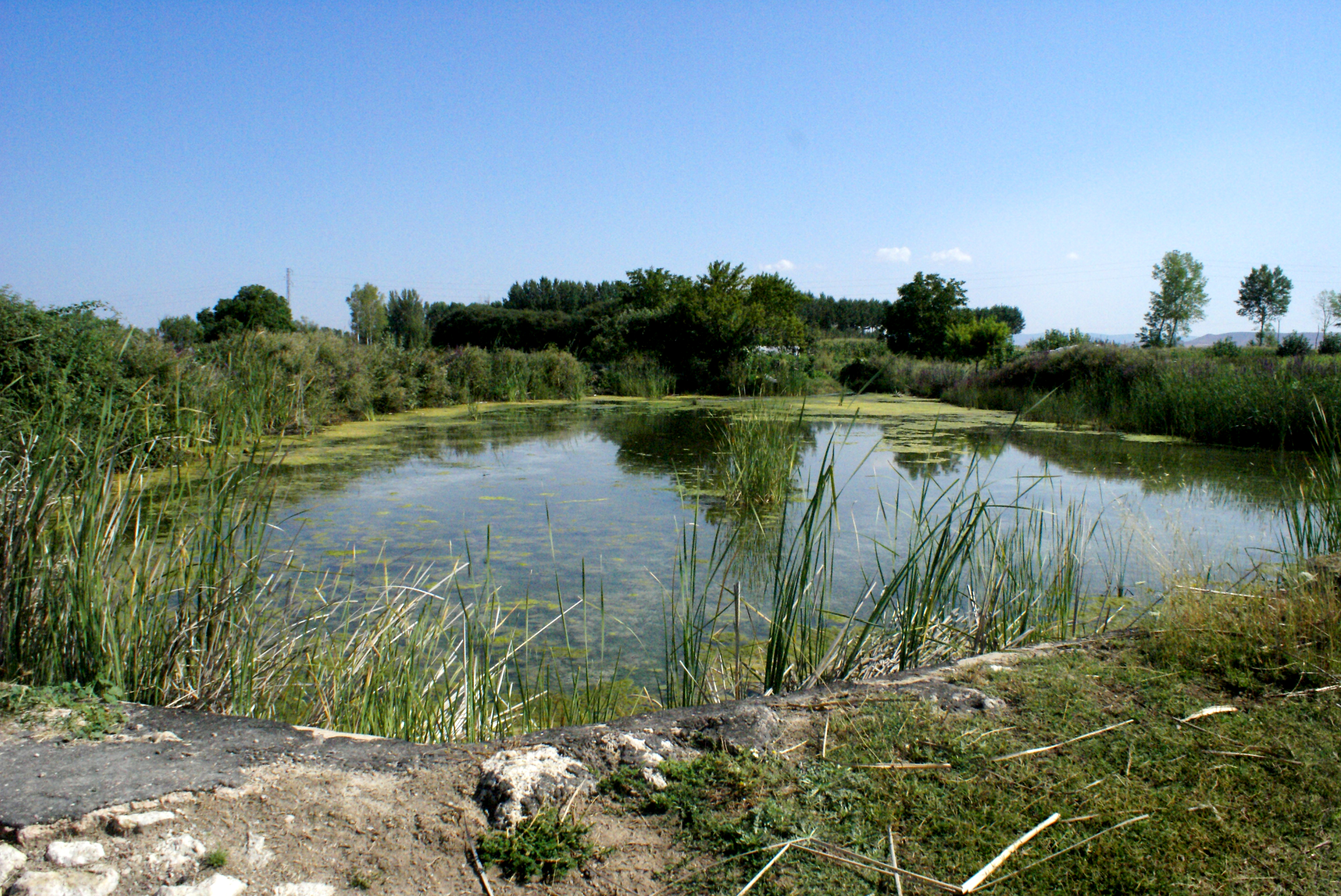
Bassa a l'entrada del poble
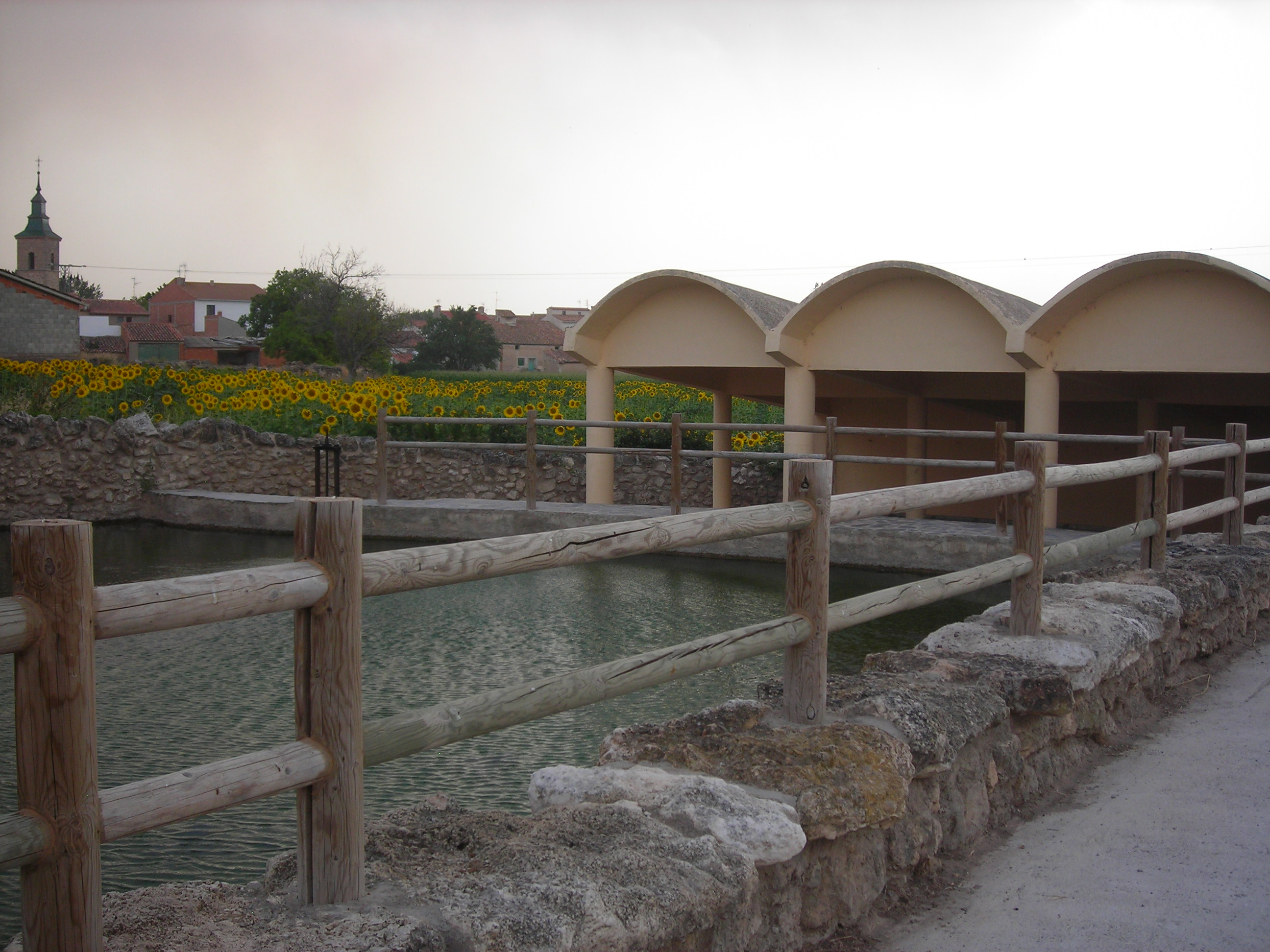
Brollador del Cubo

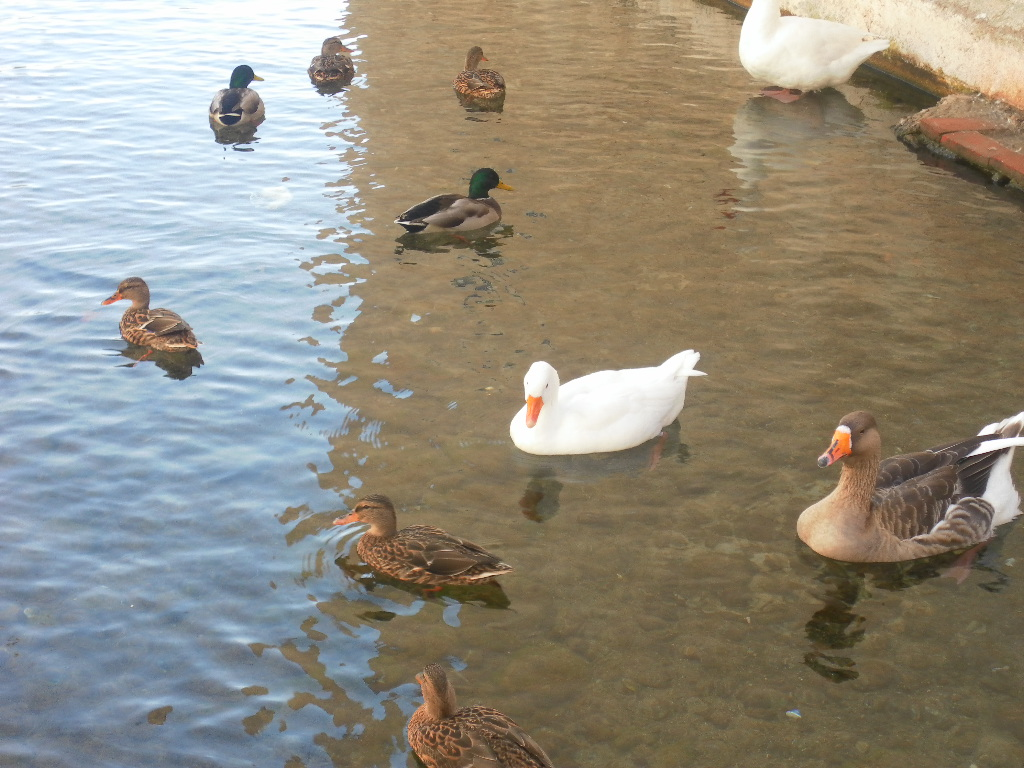
Riu Lavador
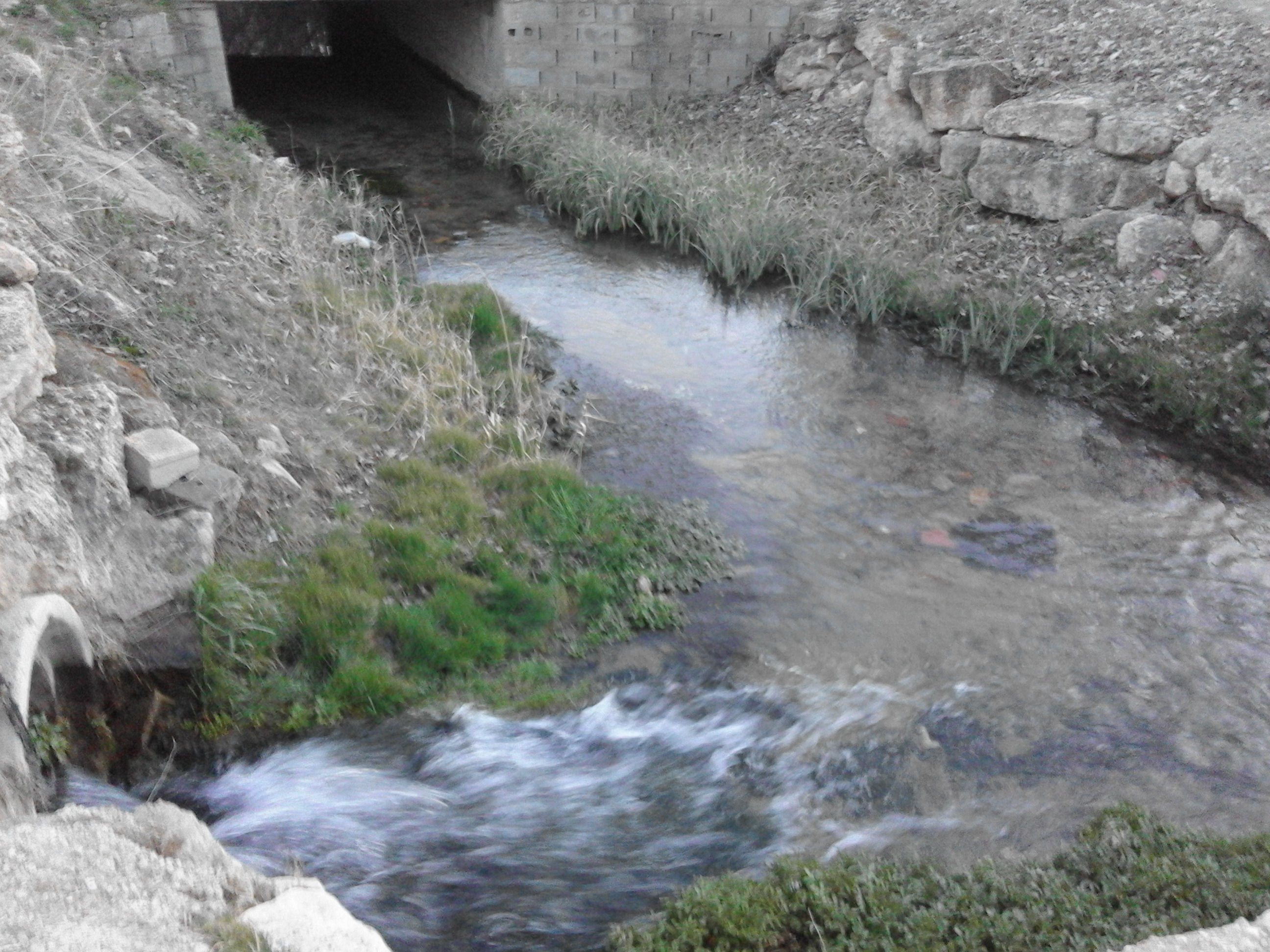
Riu Pequeño
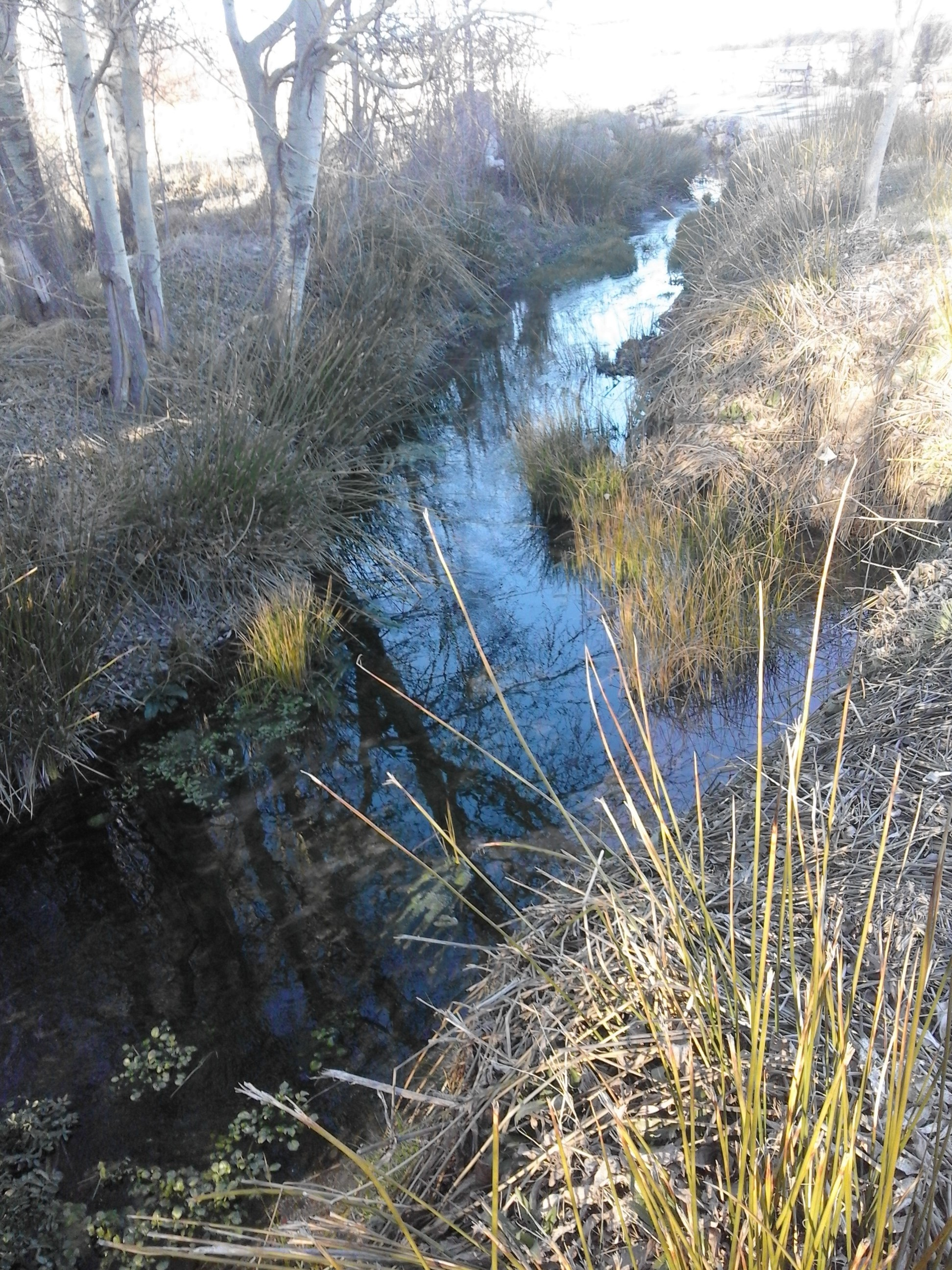
Manantial de los Cuadrones
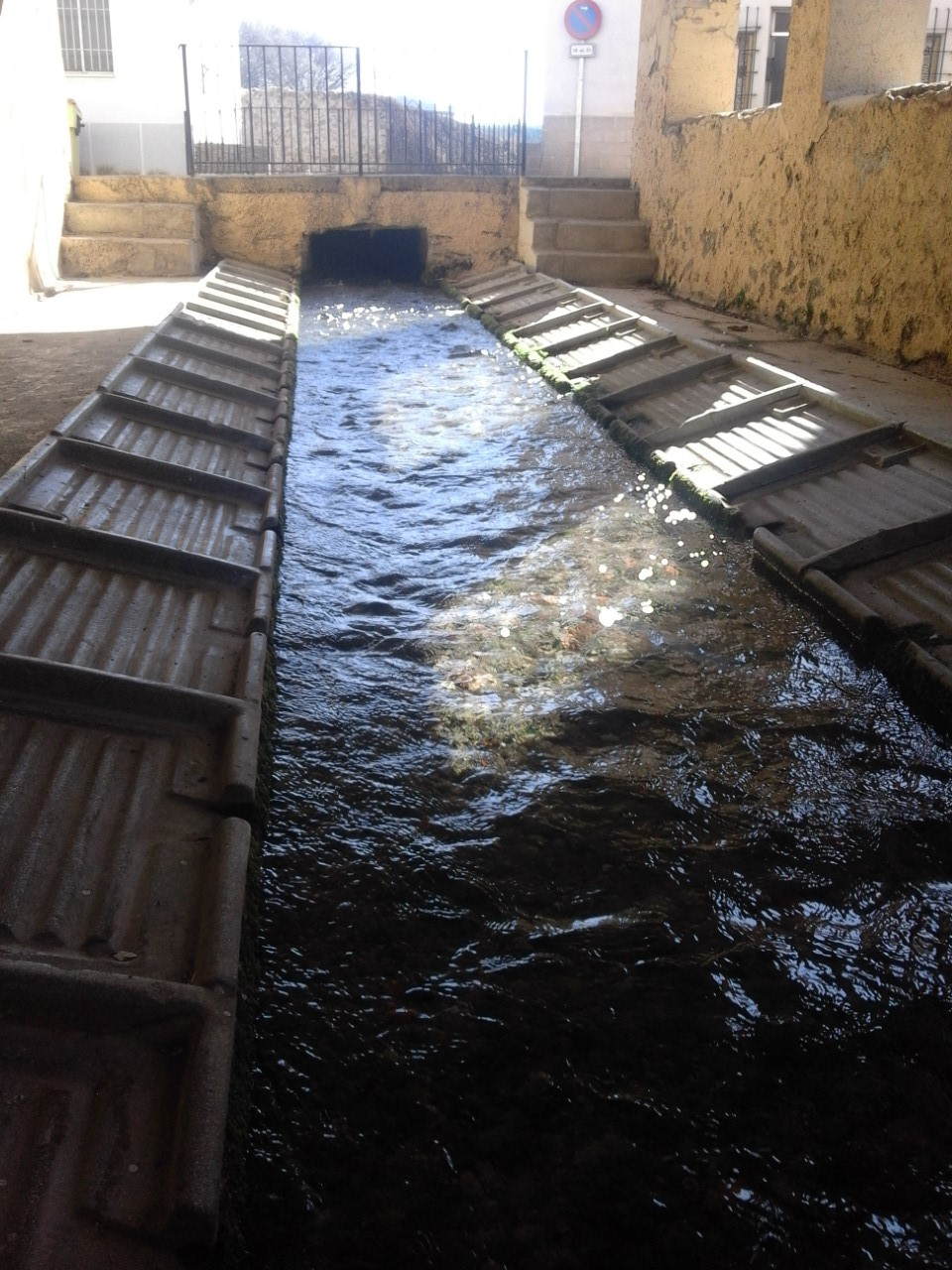
Safareig del Chopo
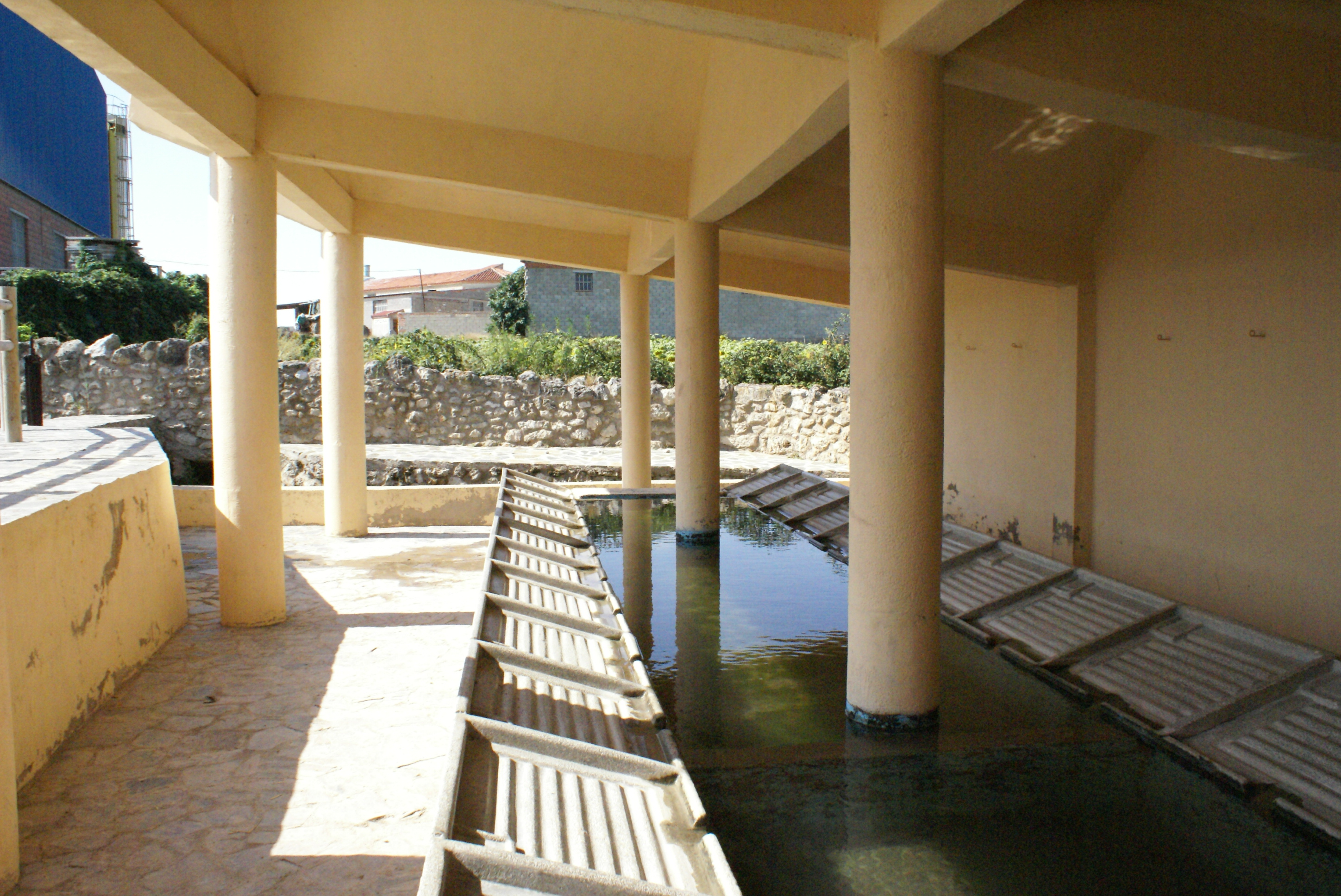
Safareig del Cubo
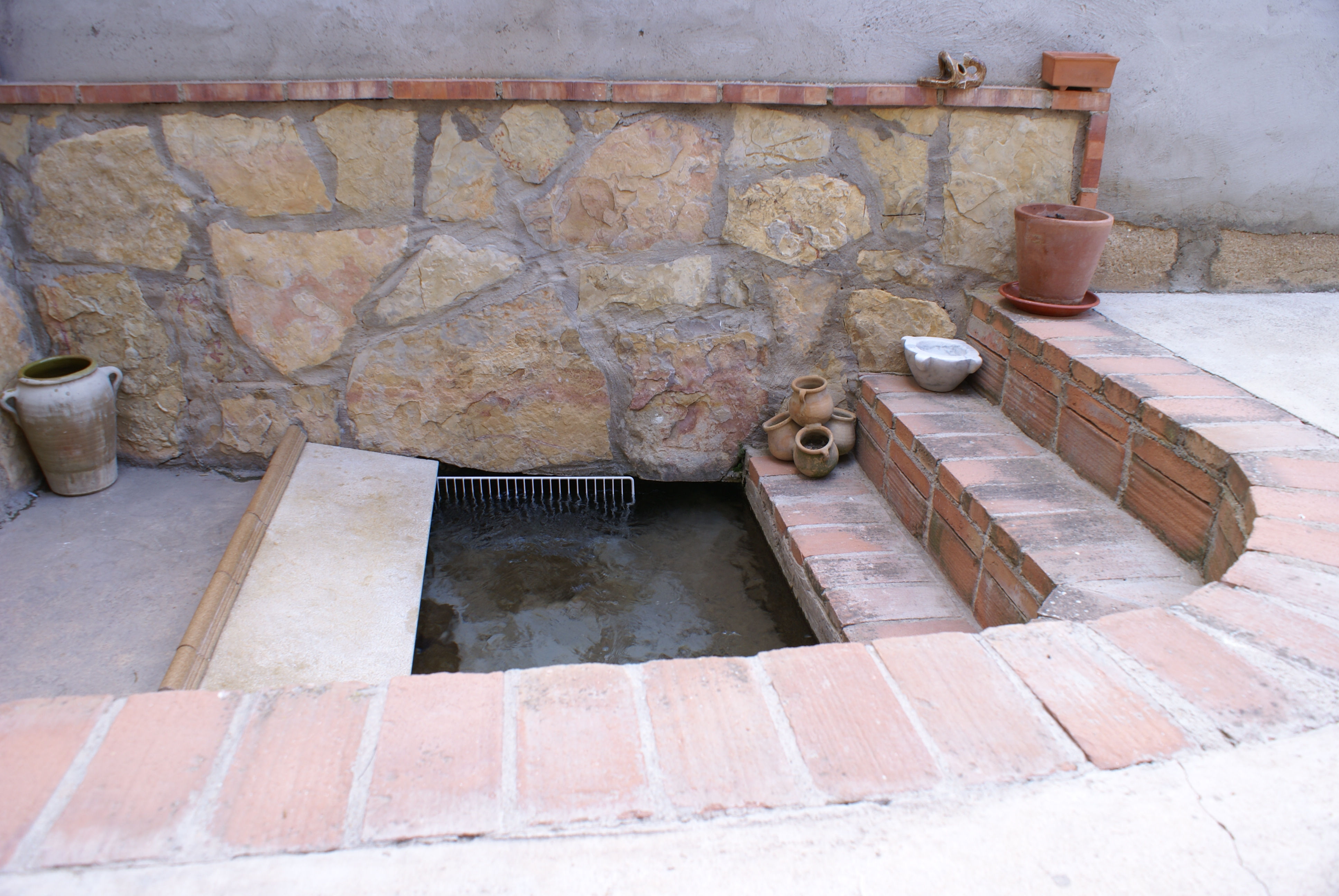
Típica pesquera

### Clima
A grans trets, les variables climàtiques de la comarca del Jiloca defineixen un clima de tipus mediterrani continentalitzat fresc i una mica sec. Permet conrear sense necessitat de regs artificials cereals de gra d'hivern, vinya i plantes resistents com el safrà. En els horts i camps amb major grau d'humitat és possible el cultiu de lleguminoses, hortalisses, bulbs i certs cultius industrials com el cànem i el lli. També alguns arbres fruiters, però cal tenir en compte el risc d'alguna gelada a la primavera que arruïni la floració i impedeixi la recollida posterior dels fruits, el que passa amb certa freqüència.
El 17 de desembre de 1963 es van registrar –30 °C en l'observatori Calamocha-VOR instal·lat devora el centre de comunicacions per a la navegació aèria situat en el terme de Fuentes Claras, dada que va suposar el registre rècord oficial de fred en zones habitades d'Espanya. Ambdues poblacions s'adjudiquen la paternitat d'aquesta marca, atès que l'observatori es denominava oficialment Calamocha-VOR, però d'acord amb les dades oficials de l'Agència Estatal de Meteorologia (AEMET) el desembre de 1963, data del récord de fred a zones poblades d'Espanya, estava ubicat a Fuentes Claras i al seu terme municipal corresponen les coordenades geogràfiques.

## Història
Les restes més antigues de població s'ubiquen a La Loma del Prado, zona situada al costat del límit municipal amb El Poyo del Cid (actualment pedania de Calamocha). Seria una ciutat romana d'època imperial, potser fundada en abandonar-se el nucli urbà del municipi veí (actual jaciment de Sant Esteve) i hauria existit fins al segle iv d.C. Actualment no queden estructures en superfície, tot i que les restes aflorades han estat quantioses.
La primera referència sobre l'actual nucli de població de Fuentes Claras apareix a la Adjudicación de Diezmos y Primicias de las Aldeas de la Comunidad de Daroca del bisbe de Saragossa Ramón de Castrocol l'any 1205, recollida en el Llibre vermell de l'Arxiu Col·legial de Daroca, així com en un document del monestir de Casbas el 1209. La creació s'emmarca en el procés històric de la Reconquesta, en l'avenç de les tropes cristianes de la Corona d'Aragó cap al sud. Atès que els reis d'Aragó no només van enfrontar-se als musulmans durant l'edat mitjana –la guerra contra el Regne de Castella també va estar present– el rei Jaume II va ordenar la construcció de la ciutadella de Fuentes Claras l'any 1337. la zona del Jiloca en què es troba la localitat va ser atacada pel Regne de Castella durant la Guerra dels dos Peres entre 1356 i 1369. El 1361 Pere IV va manar fer obres a la ciutadella per resistir l'atac castellà.
Des de 1414 Fuentes Claras va pertànyer a la Comunitat d'aldees de Daroca, concretament a la Sesma de Jiloca, i des d'aleshores la seva història va estar lligada a la comunitat fins al segle xix. També va pertànyer successivament a la sobrecollida (des de 1488-1495), a la vereda (des de 1646) i al corregiment (des de 1711) de la ciutat mencionada.
Amb la Divisió territorial d'Espanya de 1833 en províncies la població fou integrada a la província de Terol. En 1834 es va constituir com a ajuntament i des de llavors forma part del partit judicial de Calamocha.
Segons el Diccionario estadístico de Pascual Madoz, l'any 1847 el poble tenia 412 habitants repartits en 120 cases i mantenia una escola de primeres lletres amb 40 alumnes. L'economia local es basava en blat, sègol, ordi, cànem, patata, civada i safrà. També esmentava el bestiar de llana i l'abundància de guatlles, truites de riu, anguiles, barbos i crancs de riu. A més existia una pedrera de moles de molí fariner, avui abandonada. Així mateix, la Enciclopèdia Espasa indicava el 1924 que el municipi ja havia triplicat la seva població en 1910 (1.179 habitants, repartits en 559 cases), el 1920 es mantenia estable (1.178) i mantenia el cultiu de cereals, llegums i patates com a principal font de riquesa; a més, la pedrera de moles de molí seguia en actiu.
En 2003 es va incorporar a la Comarca del Jiloca, dins el Pla de Comarcalització d'Aragó.

## Geografia humana

### Demografia[2]
| 1900  | 1910  | 1920  | 1930  | 1940  | 1950  | 1960  | 1970  | 1981 | 1991 | 1996 | 2001 | 2004 | 2007 | 2010 | 2013 | 2016 | 2019 |
| ----- | ----- | ----- | ----- | ----- | ----- | ----- | ----- | ---- | ---- | ---- | ---- | ---- | ---- | ---- | ---- | ---- | ---- |
| 1.123 | 1.179 | 1.178 | 1.318 | 1.540 | 1.421 | 1.369 | 1.103 | 909  | 742  | 689  | 625  | 571  | 605  | 590  | 553  | 494  | 461  |

### Urbanisme
Arquitectura

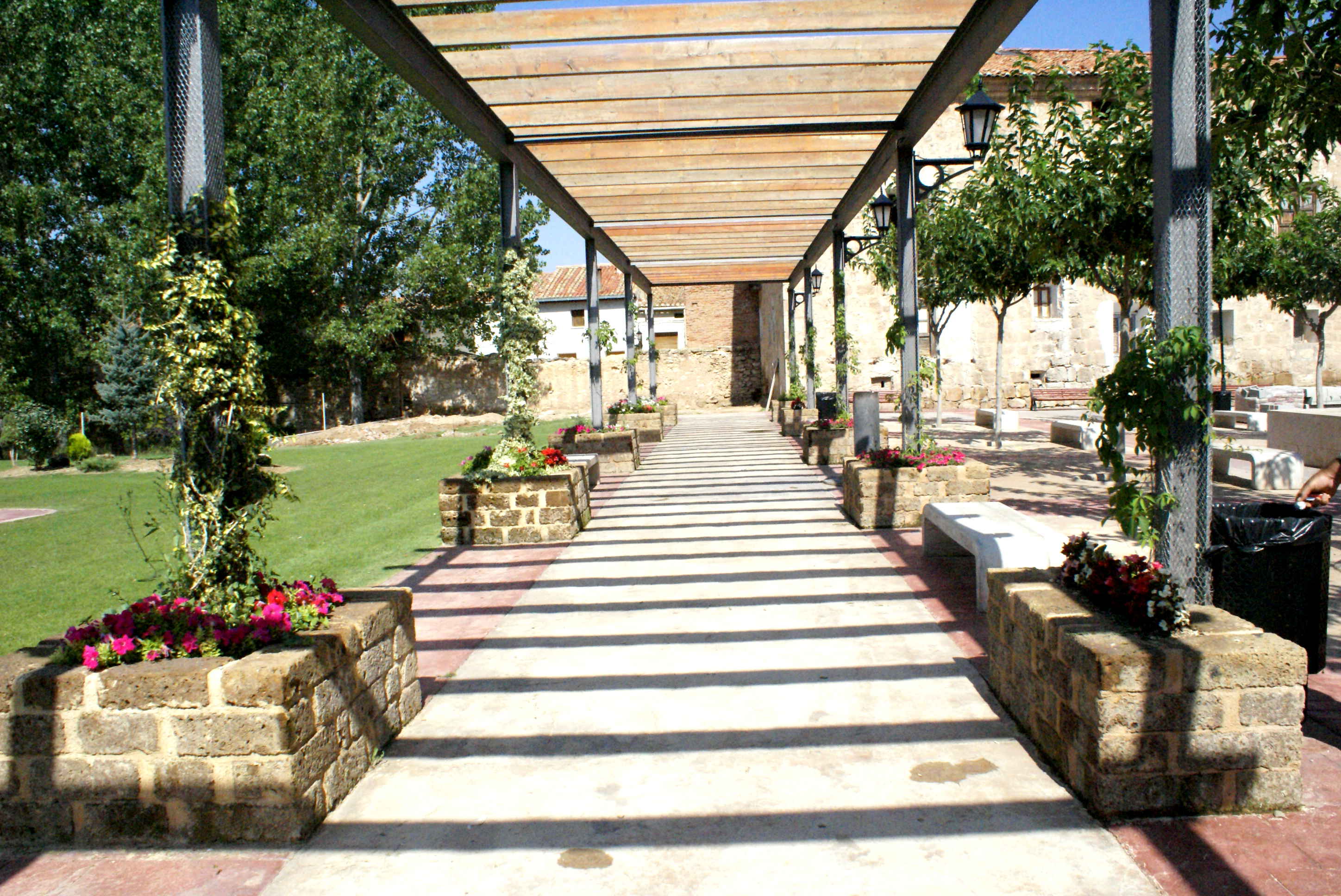
Plaça de la Concòrdia

Els edificis són de baixa altura, com a molt de dues o tres plantes. Les construccions tradicionals són de pedra i de gran gruix, llevat de les recents que utilitzen materials moderns.
Curiosament l'estil arquitectònic que impera en els principals edificis no és l'estil mudèjar aragonès propi de la comarca, sinó el barroc castellà posterior. Així mateix destaca l'escassa utilització com a material de construcció del maó a la vista en favor de la pedra.

### Comunicacions
Història
Durant molts anys la via principal de comunicació fou la carretera N-234 que uneix Sagunt amb Burgos i que passa entre altres nuclis de població per Terol, Calatayud o Sòria. Històricament es remunta a l'antiga calçada romana que unia Saguntum (Sagunt) i Bilbilis (Calatayud), la qual cosa posa de manifest la seva gran importància històrica. Part del vial, a l'altura de Fuentes Claras, coincidia amb l'antic Camí Reial medieval que unia Saragossa i Terol. La carretera passa pels afores del poble, aproximadament a mig kilòmetre del nucli urbà, i connecta amb un vial d'accés. Actualment ha perdut bona part d'utilitat amb la posada en servei de l'Autovia Mudèjar o A-23.
Més endavant va arribar el ferrocarril amb la construcció de la línia entre Calatayud i Terol, que va entrar en servei el 1901 amb parada als afores del terme municipal veí de Caminreal. Posteriorment, amb motiu de l'apertura del nou tram entre Saragossa i Caminreal el 1933 es va construir la nova estació, situada a cavall entre ambdós termes municipals. El tram Calatayud-Caminreal fou clausurat el 1985 i avui dia es manté la línia entre Saragossa i Sagunt, passant per Terol. L'Estació va ser clausurada el 1995, però el baixador ha seguit en actiu fins avui.
L'any 2001 va entrar en servei el tram de l'Autovia Mudèjar (A-23) entre Saragossa i València a l'altura de Fuentes Claras. Amb l'entrada en funcionament en la seva totalitat a partir de 2008 gran part del trànsit rodat passa per aquesta via, que transcorre paral·lela a la N-234 però una mica més allunyada del municipi. Per entrar o sortir d'ella és necessari desplaçar-s'hi fins a Caminreal o Calamocha.
El poble se troba situat enmig d'un dels principals eixos de transport d'Espanya: el Corredor Cantàbric-Mediterrani, aproximadament en la meitat del tram Saragossa-Terol. És un corredor transversal que uneix per autovia (A-23 i A-68) i ferrocarril la costa est de la península (València) amb la costa nord (Bilbao i Santander).
Carreteres
- Amb Terol i València: Autovia Mudèjar, A-23
- Amb Saragossa i Euskadi: Autovia Mudèjar, A-23 i Autovia de l'Ebre, A-68
- Amb Madrid: Carretera nacional, N-211 (Monreal del Campo-Alcolea del Pinar) i Autovia del Nord-est, A-2
- Amb Catalunya: Carretera nacional, N-211 (Caminreal-Alcanyís-Tarragona)

Ferrocarril
- Amb Terol, Saragossa i València: línia de Mitjana Distància Renfe 49: València-Terol-Saragossa-Osca.

Autobús
- Ruta Saragossa-Terol
- Ruta Saragossa-Terol-València-Alacant-Múrcia
- Ruta Terol-Monreal del Campo-Guadalajara-Madrid

## Economia
Tradicionalment les activitats agropecuàries han constituït la base econòmica de la localitat, encara que en els últims anys ha canviat la tendència i tant la indústria com la construcció són les principals activitats.

### Sector primari
Agricultura
Gran part del terme municipal està ocupat per zones agrícoles amb 3.334 hectàrees (un 90,4% del total), de les quals 346 són de regadiu. El principal cultiu és el dedicat a herbacis, amb 2.934 hectàrees (2.601 en secà i 333 en regadiu) i els fruiters ocupen 23 (20 en secà i 3 en regadiu). Destaca el cultiu de cereals per a gra (blat, civada, sègol i ordi) i en menor mesura de lleguminoses, patates, vinyes i fruiters.
Pesca
Atesa la presència de nombrosos cursos d'aigua és freqüent la pesca de truita comuna, gobio, madrilla, barbo i cranc de riu americà (el qual ha desplaçat l'autòcton cranc de riu), tot i que per a l'autoconsum i la pesca esportiva, sense generar cap indústria piscícola.
Ramaderia
Quant a la ramaderia destaca el bestiar porcí amb uns 17.500 caps; li segueix l'oví amb uns 2.300 caps i la resta correspon a aus i conills. En total, uns 20.000 caps de bestiar.

### Sector secundari

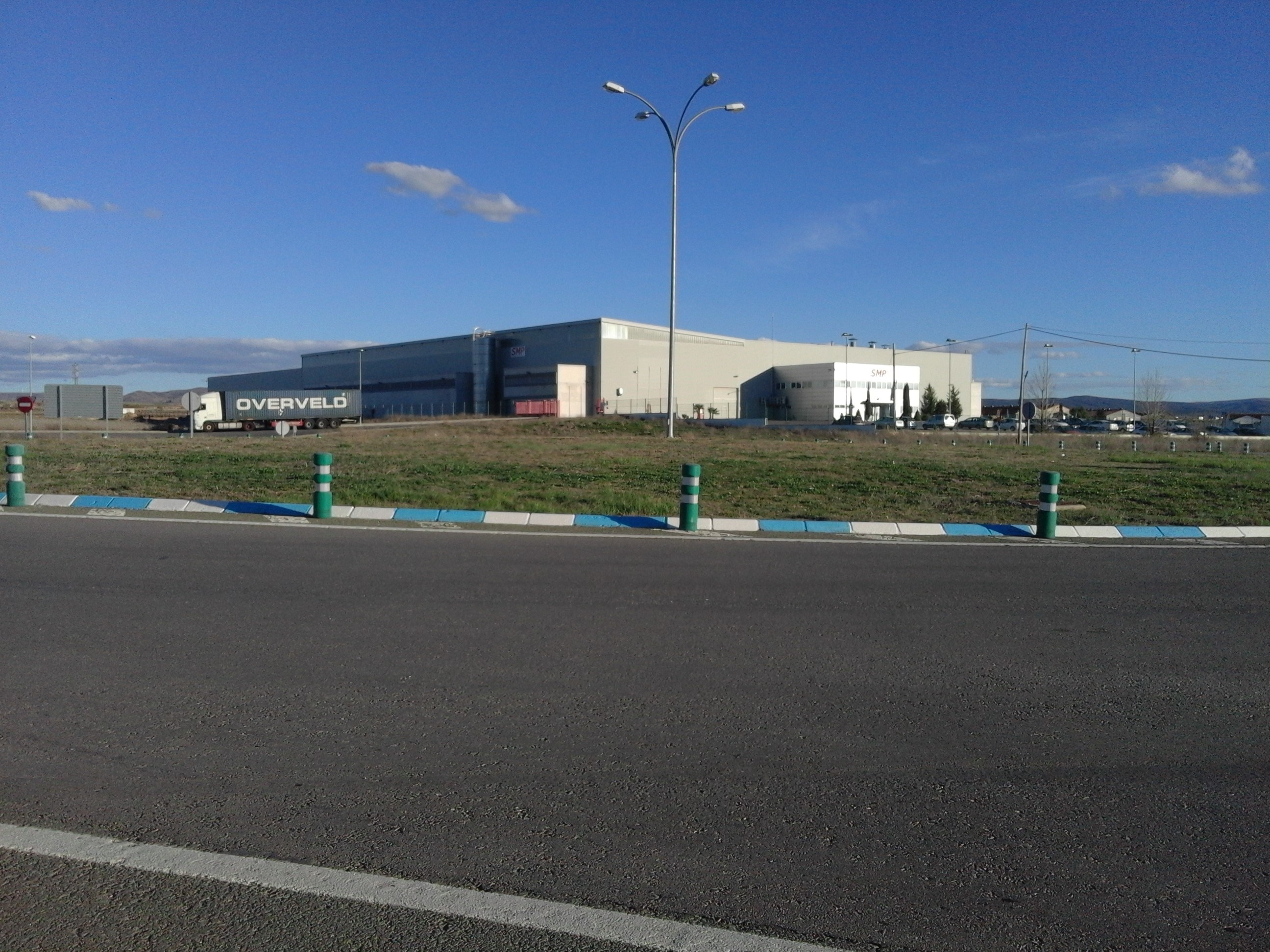
Polígon industrial Azalenguas

Els anys 90 es va construir el polígon industrial Azalenguas, situat als afores del nucli urbà i al costat de la carretera general N-234. La factoria més important és una planta dedicada a la fabricació de components per a automoció (SMP Automotive Technologies), instal·lada el 2003, que actualment dona feina a uns 150 residents a la localitat.

### Sector terciari
La comarca forma part del Camí del Cid, sèrie de rutes turístic-culturals que segueixen les passes que va recórrer Rodrigo Díaz de Vivar, el Cid Campeador, en el segle xi. En concret la localitat forma part de l'anomenada Ruta de les tres taifes, entre Calatayud i Cella de 308 km, que es pot recórrer totalment o parcialment a peu, en bicicleta o en cotxe.
El municipi està envoltat de destacats exemples de l'Arquitectura mudèjar d'Aragó al llarg dels diferents municipis de la comarca del riu Jiloca. Més lluny es troba la ciutat medieval de Daroca i el castell de Peracense, a uns 35 km de la població. També a uns 70 km es troba la ciutat d'Albarrasí, famosa pel seu nucli urbà històric.
Pel que fa a espais naturals és destacable a uns 30 km la reserva natural de la Llacuna de Gallocanta, la major llacuna natural d'aigua salada d'Europa.
Quant a allotjament, des de 2010 funciona l'hostal restaurant La Concordia, situat devora l'església parroquial. També han sorgit diverses cases rurals per a la pràctica de turisme rural, en paral·lel a la resta de la comarca.

## Símbols

Escut de Fuentes Claras

Bandera de Fuentes Claras

Fuentes Claras té escut i bandera oficials. Foren adoptats oficialment el 1993.
Escut
Quadrilong amb base circular. En camp de gules (vermell), amb una font d'or (2 canelles d'atzur sobre ones d'atzur i argent) carregada d'un om, de sinople (verd), amb les arrels d'atzur, carregada, al seu torn, al tronc, de la xifra «1663», d'or, i ressaltant una cinta amb el Senyal reial d'Aragó, carregada amb la llegenda Fonts Clarae, de sabre (negre). Al timbre, corona reial oberta.
Bandera
En un drap les proporcions són d'una longitud equivalent a tres mitjans d'amplada. L'espai es distribueix en tres faixes: la primera vermella i la tercera groga, d'igual amplada (8/36 cadascuna); la segona o intermèdia, de color blau (d'amplada 20/36), en la qual es col·loquen les armes principals: una font d'or (dues canelles d'atzur sobre ones d'azur i argent) situada al centre de la bandera (inscrita en un rectangle de 16/36 d'alt per 14/54 d'ample), carregada d'un om, de sinople, amb les arrels d'atzur, carregada al seu torn, en el tronc, de la xifra «1663», d'or, i ressaltant una cinta amb el Senyal reial d'Aragó, en la qual es reflecteix la llegenda Fonts Clarae, de sabre.

## Política

### Govern municipal
Batlles durant la Segona República (1931-1936)
| Període   | Batlle                     | Partit |  |
| --------- | -------------------------- | ------ |  |
| 1931      | Pedro Manuel Pérez Fuertes | PRR    |  |
| 1931-1936 | Enrique Esteban Julve      | PSOE   |  |

Batlles durant el període democràtic (1979-actualitat)
| Període   | Batlle                     | Partit    |  |
| --------- | -------------------------- | --------- |  |
| 1979-1983 | Antonio Sánchez Sanz       | UCD       |  |
| 1983-1987 | Mariano Pérez Pellicer     | AP-PDP-UL |  |
| 1987-1991 | Mariano Pérez Pellicer     | AP        |  |
| 1991-1995 | Mariano Pérez Pellicer     | PP        |  |
| 1995-1999 | Mariano Pérez Pellicer     | PP        |  |
| 1999-2003 | Mariano Pérez Pellicer     | PP        |  |
| 2003-2007 | Joaquín Sánchez Romero     | PSOE      |  |
| 2007-2011 | Joaquín Sánchez Romero     | PSOE      |  |
| 2011-2015 | Joaquín Sánchez Romero     | PSOE      |  |
| 2015-2019 | M. Milagros Gracia Alfonso | PAR       |  |
| 2019-2023 | Diego Hernández Bernal     | PAR       |  |
| 2023-     | Diego Hernández Bernal     | PAR       |  |

Resultats electorals
| Eleccions municipals |      |      |      |      |      |      |      |      |      |      |      |      |
| Partit               | 1979 | 1983 | 1987 | 1991 | 1995 | 1999 | 2003 | 2007 | 2011 | 2015 | 2019 | 2023 |
| PAR                  | -    | -    | -    | 2    | 2    | 3    | -    | 3    | 3    | 7    | 4    | 7    |
| PSOE                 | -    | 3    | 3    | 1    | 1    | -    | 4    | 4    | 4    | -    | 3    | -    |
| PP                   | -    | 4    | 4    | 4    | 4    | 4    | 3    | -    | -    | -    | -    | -    |
| UCD                  | 7    | -    |      |      |      |      |      |      |      |      |      |      |
| Total                | 7    | 7    | 7    | 7    | 7    | 7    | 7    | 7    | 7    | 7    | 7    | 7    |

## Serveis públics

### Educació
La localitat té un centre educatiu públic: el CEIP Nuestra Señora de los Navarros, vinculat al CRA Goya de Caminreal, amb un total de 36 alumnes.

### Sanitat
Hi ha un consultori, dependent del Servicio Aragonés de Salud, i una farmàcia. Depèn de la zona de salut de Calamocha i de l'hospital de Terol.

## Cultura

### Patrimoni arqueològic
Jaciment de La Loma del Prado
Són les restes més antigues existents en l'actual terme municipal. Correspon a una ciutat romana d'època imperial, al costat de la partió amb El Poyo del Cid i hauria tingut fins a nou hectàrees d'extensió. S'hauria fundat per l'abandó gradual del poblat de Sant Esteve al municipi veí, localitzat a 1,1 km, i hauria durat fins al segle iv d.C. En superfície no es conserven estructures, encara que les restes aflorades han estat quantioses, sobretot tègules i carreus. Destaca un carreu de gres, en front del qual hi ha esculpit un cap de brau entre fulles d'acant, i una tessera d'hospitalitat en bronze, representant un dofí. Aquest jaciment podria identificar-se amb la ciutat de Leonica, esmentada en referències documentals antigues.
Ciutadella
L'antiga ciutadella es trobava on avui hi ha l'església parroquial, pero no és possible afirmar si envoltava l'aldea primitiva o només es va construir al voltanta de l'església primitiva. Actualment gairebé no queden restes, però l'espai ha estat condicionat perquè es pugui visitar.
L'origen es remunta als segles xii i xiii, quan la repoblació aragonesa. El 1337 va ser reforçada i ampliada per Jaume II, en ser territori fronterer amb el Regne de Castella i com a defensa contra les invasions castellanes. El 1361 Pere III va tornar a ordenar fer obres al recinte, doncs durant la Guerra dels Dos Peres va quedar molt malmesa i l'arquebisbe de Saragossa va autoritzar la construcció d'una torre campanar en la fortificació. A partir del segle xv, amb la unificació dels regnes d'Aragó i Castella la fortalesa va perdre raó de ser. Amb el temps l'estructura militar i l'església primitiva foren substituïts per l'actual temple parroquial i la torre defensiva es va convertir en campanar del temple parroquial en cegar les sageteres i eliminant els merlets. De la ciutadella original va quedar un dels murs exteriors, de 30 metres de longitud i 4 d'alçada, realitzat en carreus de grans dimensions, perfectament visible des del carrer. Hi queden diverses sageteres ben visibles a la cara interna i a penes apreciables a la part externa del mur, a més d'un lleuger talús a la base.
El 2024 van donar inici les tasques per convertir en zona verda l'espai entre el mur de l'antiga ciutadella i l'església parroquial. Durant els tasts arqueològics van aflorar una sèrie de restes fins aleshores desconegudes: un llenç de muralla i el seu fossat, una altra torre defensiva i una barbacana, restes de la primitiva parròquia i una necròpolis amb 30 tombes antropomòrfiques excavades a la roca, entre d'altres. A conseqüència d'això les restes van ser preservades i el lloc condicionat com a parc arqueològic, sent inaugurat el 18 de juliol de 2025.
Pedrera de moles de molí
Als voltants de l'estació de tren es troba una antiga pedrera de moles de molí fariner. D'ella se n'extreia toba volcànica, un tipus de roca ígnia més aviat lleugera, suau al tacte i de consistència porosa, idònia per ser treballada. Això facilitava l'extracció, treballar-la en blocs de grans dimensions i el transport en distàncies curtes. Per això va tenir un paper rellevant en aprovisionar els molins fariners de la comarca, i possiblement també de materials per a la construcció.
D'ella se'n va fer ressò el Diccionari Madoz el 1847 i més endavant l'Enciclopèdia Espasa el 1924, pel que va estar en actiu almenys durant el segle xix i part del segle xx. Amb l'arribada del ferrocarril i el tancament dels molins de la comarca la pedrera va perdre la raó de ser i fou abandonada; actualment gairebé no queden vestigis en superfície.

### Patrimoni civil
Casa Grande

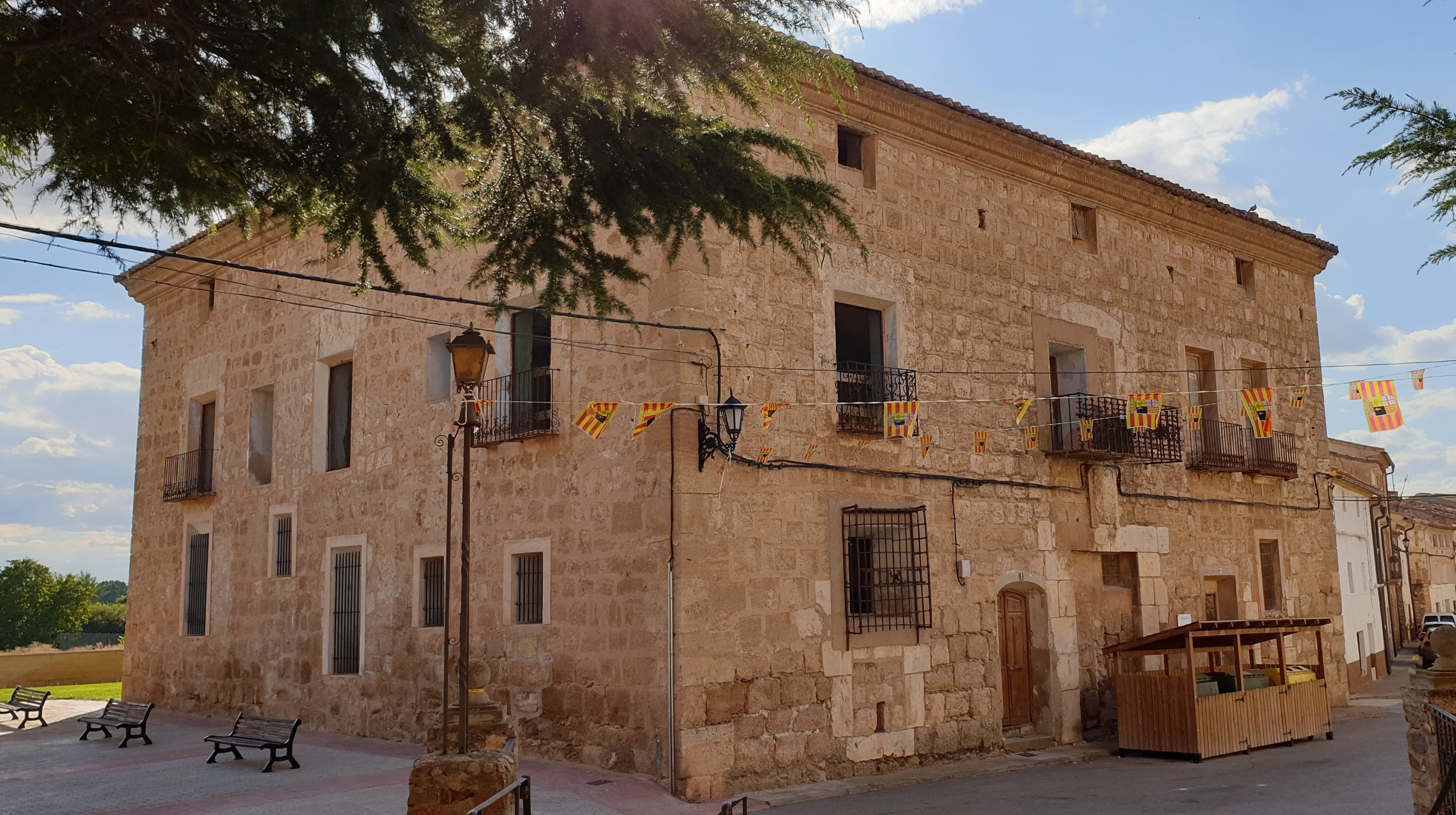
Casa Grande de Fuentes Claras

És l'edifici més emblemàtic d'arquitectura civil de la localitat, encara que podem trobar altres habitatges populars. L'any 1770 pertanyia a Joaquín Cayetano Cavero y Pueyo, IV Comte de Sobradiel (m. 1809), propietari també en aquesta època d'una gran hisenda rústica repartida entre Fuentes Claras i El Poyo del Cid.
És un edifici civil senyorial de dues plantes i àtic, construït en paredat. A la planta principal té una portada allindanada amb carreus i quatre balconades amb reixa de forja. L'escut nobiliari roman picat i per això no es pot reconèixer el llinatge que representa. A la planta superior i al voltant de la casa es troben petites obertures que conformen el colomar de la casa.
En el segle xix o principis del xx l'edifici es va dividir entre dues famílies que van canviar l'estructura original de les obertures. La porta principal va ser cegada i es van obrir dos laterals, així com els balcons, que també van ser transformats. Actualment una de les meitats (la més propera a l'església parroquial) és propietat municipal i s'espera adquirir l'altra part per dur a terme la restauració de l'edifici com a equipament municipal.
Fou declarat Monument d'Interès Local per la corporació municipal el 9 de maig de 2008 de cara a la seva inclusió en el Catàleg del Patrimoni Cultural Aragonès.
Estació de ferrocarril

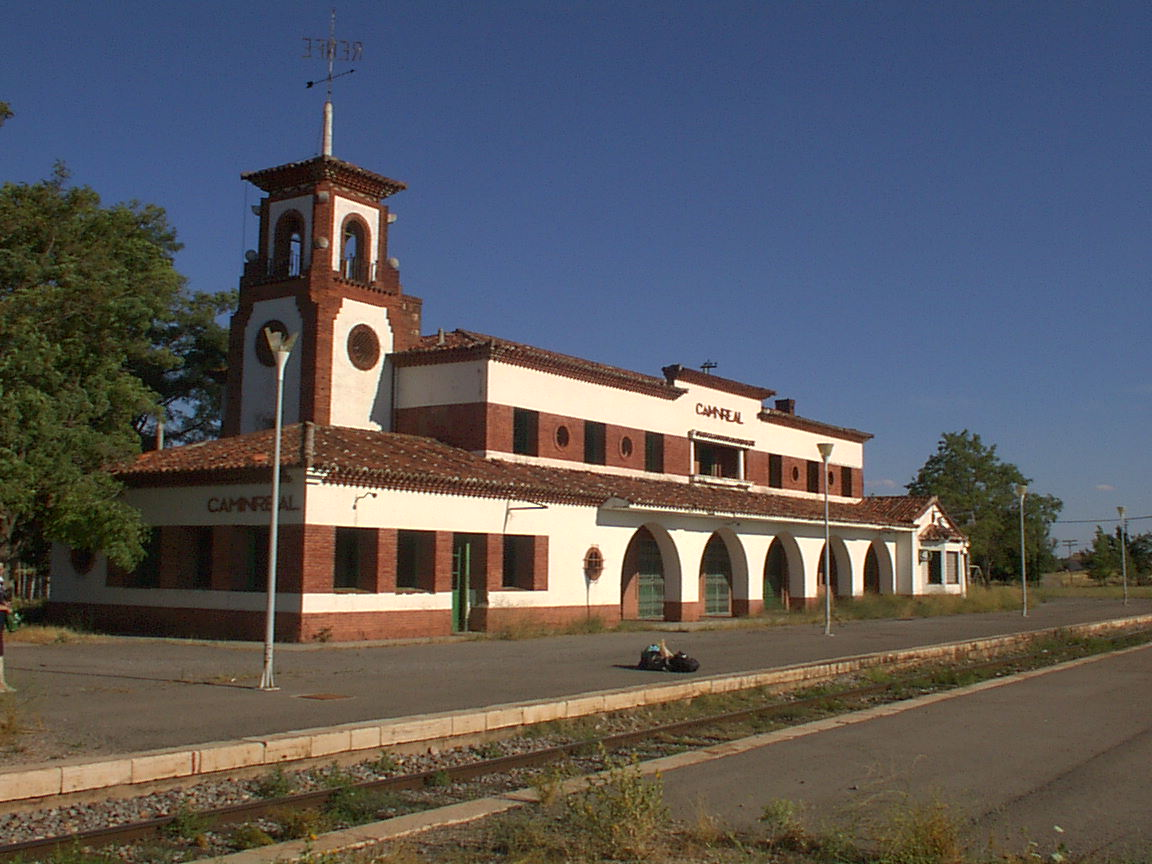
Estació de Caminreal-Fuentes Claras

Estació ferroviària d'estil racionalista, construïda el 1933 segons disseny de l'arquitecte madrileny Luis Gutiérrez Soto amb motiu de l'obertura de la línia Saragossa-Caminreal. L'edifici es troba en el terme municipal de Caminreal, però els terrenys perimetrals de l'estació es troben a cavall d'ambdós municipis. De fet va dur el nom de Caminreal fins fa pocs anys, quan va ser rebatejada com a Caminreal-Fuentes Claras.
L'edifici destaca per la seva modernitat, combinant elements del racionalisme arquitectònic llavors vigent amb altres d'aire popular com façanes emblanquinades, bandes de maó vermellós, teula romana o fusteries en verd. Tot això dona a l'edifici un marcat accent local, integrat en el paisatge i alhora modern i innovador. Va ser un important actiu per al desenvolupament econòmic i social, a més d'un nus estratègic de comunicacions que en els anys 50 i 60 del segle xx va donar feina a més de cent treballadors, bastants d'ells residents al barri proper de San Salvador (El Santo). En tancar la línia Calatayud-Caminreal el 1985 l'estació va entrar de decadència fins que fou clausurada el 1995. Va ser declarada en 2007 Bé Catalogat del Patrimoni Cultural Aragonès. El 2019 va ser designada com una de les seus del futur Museo del Ferrocarril de Aragón i es preveu la seva rehabilitació per a tal finalitat.
Centre de Comunicacions Calamocha-VOR

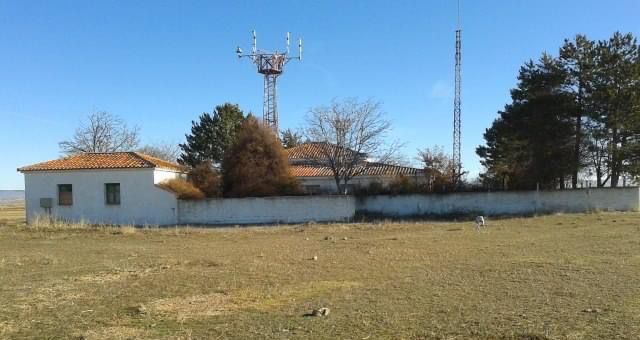
Centre de comunicacions Calamocha-VOR

Fou construït l'any 1959 pel Ministeri de l'Aire com a centre de comunicacions per a la navegació aèria, en substitució de l'existent fins llavors a Calamocha. L'edifici acull les instal·lacions aeronàutiques del centre de comunicacions, el radiofar omnidireccional (VOR) i l'equip mesurador de distancia (DME), funcionant de manera automatitzada. Està adscrit a Aena i la seva activitat la regula actualment el Ministeri de Foment.
També va estar ubicat l'observatori meteorològic fins 1985, any en què va retornar a Calamocha. Allà fou on va registrar-se el rècord de –30 °C de 17 de desembre de 1963, un dels tres vèrtexs del denominat Triangle de gel o Triangle del fred, del qual els altres dos són Terol i Molina de Aragón (Guadalajara).
Colomar circular
Situat a l'entrada de la vila des de l'accés de la carretera general, és una torre de planta circular construïda en paredat. Les pedres més grans emmarquen l'entrada de la porta, amb llinda de fusta. Conserva l'arrebossat d'argamassa original. Té tres plantes, la inferior de magatzem i les dues superiors, a les que s'accedeix mitjançant escales de fusta, destinades a la funció de colomar. Podria datar-se al voltant del segle xviii, atès que presenta similituds morfològiques amb els existents al Migjorn francès, regió amb la qual hi hagué estretes relacions comercials en aquella època.
Creu de terme de la Pedra Plana
És un pilar votiu de pedra, format per una grada de graó únic, base i un sol cos que alberga tronc i edicle. Aquest últim és una capella on es podia llegir la dedicatòria i el nom de la víctima, totalment il·legible en l'actualitat. Coronat en forma de piràmide rematada amb una bola, mesura uns dos metres en total. Desconeixem la data d'erecció, tot i que podria haver estat en algun moment del segle xix.
Font de pedra
Situada en el carrer del mateix nom, amb dues canelles i coberta amb un arc de pedra, es troba lleugerament deprimida i per accedir-hi és necessari baixar uns graons. Apareix esmentada el 1882, tot i que segurament deu ser molt anterior. No és la font original, ja que va canviar d'ubicació en els anys 90 del segle xx per facilitar el pas del trànsit rodat.
Rellotge de sol
Es troba a la façana d'un domicili particular, situat al carrer Sant Pere número 12. Data de 1887 i es tracta d'un rellotge quadrangular amb adorn semicircular radial a la part superior. Està esgrafiat sobre guix, en colors blancs blaus. A la franja superior es llegeix la inscripció AÑO 1887 i tot seguit SESESMD.
Hi ha dos rellotges de sol més a la població en sengles façanes de finques particulars, però de dates molt recents (un de 2010 i un altre sense datar, d'època similar).
Monument a la bicicleta
Es tracta d'una escultura contemporània anomenada La bicicleta de Julia Berna, creada en ferro en forja amb forma de bicicleta gegant, obra de l'escultor José Azul. Va ser col·locada el 2019 a la rotonda d'entrada a la població, des del desviament de la carretera general N-234. És el primer element que es veu en entrar a la població, al·lusiu a la fama que tenen els vilatans com a usuaris d'aquest mitjà de transport.

### Patrimoni industrial
Molí fariner

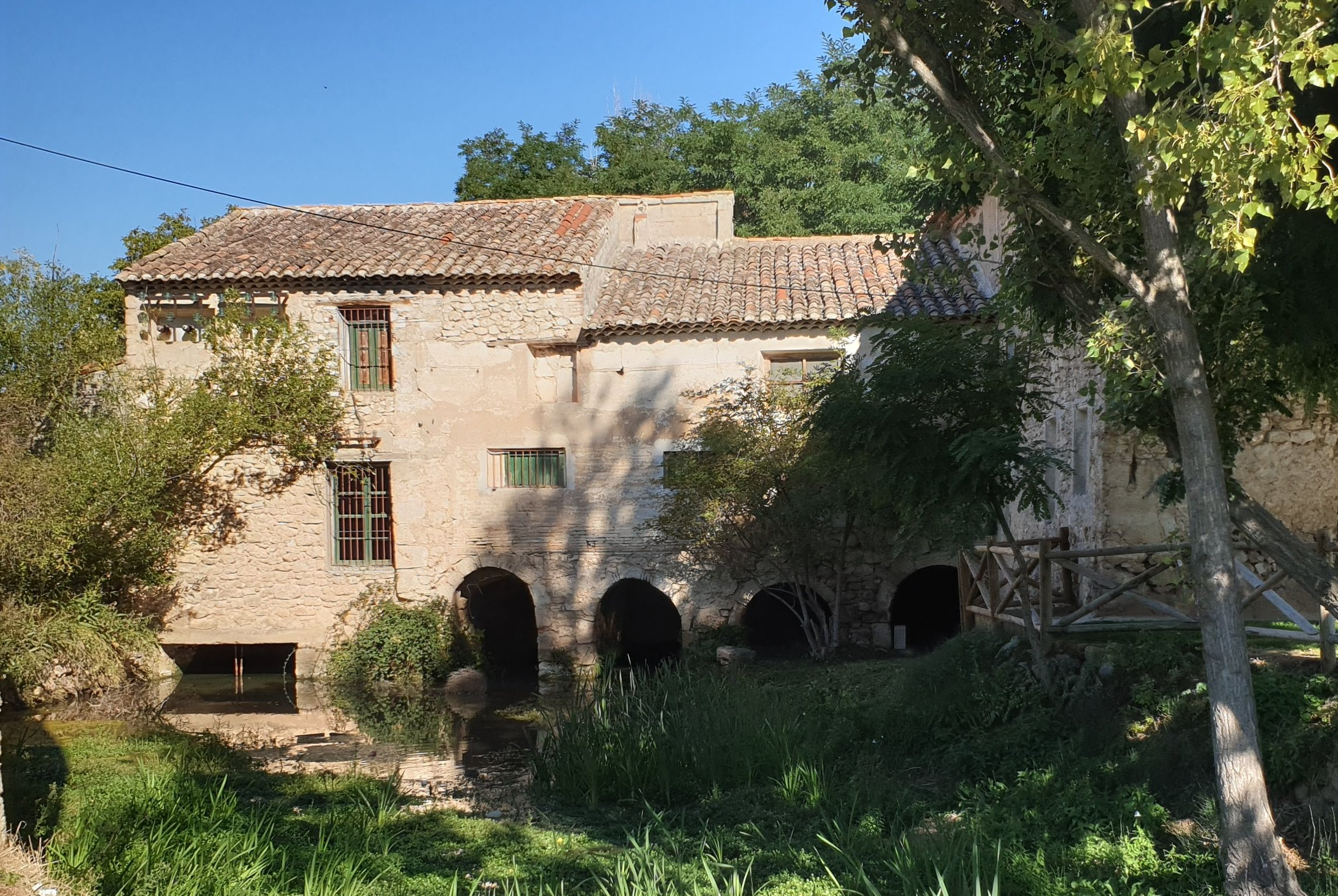
Molí de Fuentes Claras

Va ser construït amb anterioritat a 1555. El 1731 pertanyia a José Latorre Alava, hidalgo veí de Burbáguena, qui ho arrendava a moliners professionals.
Es tracta d'un molí de la tipologia de contrabalsa. Construït en paredat, tapial i maó, segons diverses reparacions. Té quatre carcabans, de diferent factura, uns realitzats en pedra tallada i altres amb els carreus menys regularitzats. Posseeix un habitatge annex, al qual s'accedeix per un porxo d'entrada, sota el qual es troba un arc de mig punt de carreus molt modificat. La resta de la construcció alterna tàpia i paredat. Conserva en l'interior la maquinària del molí i de la fàbrica de llum. Aquesta última instal·lació va ser creada el segle xx per dur electricitat a la fàbrica de farines de Bello, que era dels mateixos propietaris. Va deixar de funcionar a principi dels anys 80.
Safareig de llanes
Antic complexe industrial dedicat al rentat de la llana, construït a principis del segle xvii arran el sorgiment de la indústria llanera a la comarca. Estava ubicat al camí entre Fuentes Claras i El Poyo del Cid, localitat de l'actual terme municipal de Calamocha. Tenia unes dues hectàrees d'extensió i s'estenia en bona part per la localitat veïna, tot i que més a prop del nucli urbà de Fuentes Claras. Per a la construcció es van agafar materials del proper yaciment romà de La Loma del Prado.
Les instal·lacions incloïen tots els serveis de processat de la llana: pesat i emmagatzematge, estibat, caldera per escaldar i piques de rentat, àrees d'estirat i eixugat, a més d'altres estances (tallers, magatzems, allotjament, menjadors, etc.). Es trobava en el marge del riu Jiloca, l'aigua del qual era necessària per a tot el procés. Va arribar a tenir un centenar d'empleats en el segle xviii.
Va estar actiu fins a principis del segle xix, quan la Guerra del Francès, la Primera Guerra Carlina i l'emergent indústria del cotó a Catalunya van afectar el comerç llaner local. Cap a 1850 ja no funcionava i fou abandonat, avui només queden algunes ruïnes en superfície.

### Patrimoni religiós
Església parroquial de Sant Pere
Edifici gòtic-renaixentista, construït al segle xvi. La primera notícia es remunta a 1567, quan el visitador de l'Arquebisbat de Saragossa va ordenar pavimentar-la.
Està construïda en paredat i pedra picada, situada sobre les ruïnes de l'antiga ciutadella. Té una sola nau, de tres trams i amb capelles entre contraforts. La coberta és una volta de creueria estrellada amb volanderes de fusta policromada del segle xvii. La capçalera és poligonal, coberta amb la mateixa volta que el tram adjacent de la nau major.
La torre presenta dos cossos de pedra. El 1699 es va coronar amb una nova agulla a càrrec del mestre d'obres madrileny Juan Antonio Aparicio. Per això presenta una estètica barroca castellana, diferent de la resta de la comarca.
De començaments del segle xvii és el retaule de la Mare de Déu del Rosari, en el qual hauria treballat l'esculptor navarrès Miguel Sanz (m. 1623). De la mateixa època és un retaule manierista, amb imatges de Santa Anna i Sant Bartomeu. Al seu costat, al costat de l'epístola, es conserven les imatges divuitesques de Santa Llúcia, Sant Fabià i Sant Sebastià.
L'òrgan va ser construït pel mestre orguener navarrès Bartolomé Sánchez (m. 1743) l'any 1724.
La portada d'l'edifici és senzilla, de dos cossos. És diferent a les habituals de l'època i seria d'una reforma posterior. Va servir de model a la de l'església parroquial de Caminreal, ja del segle xviii. Al costat esquerre de la portada es pot apreciar la inscripció «Año 1663 / se plantó la olma». Des de data immemorial la portada estava flanquejada per dos oms centenaris (las olmas). Tots dos van ser atacats per una malaltia i, després d'una consulta popular, tallats el 1989 i substituïts per arbres joves.
Al lateral dret es troba una petita construcció que dona accés a l'espai del cementiri antic, del qual encara es conserva el mur de carreus que voreja aquest costat de l'església.

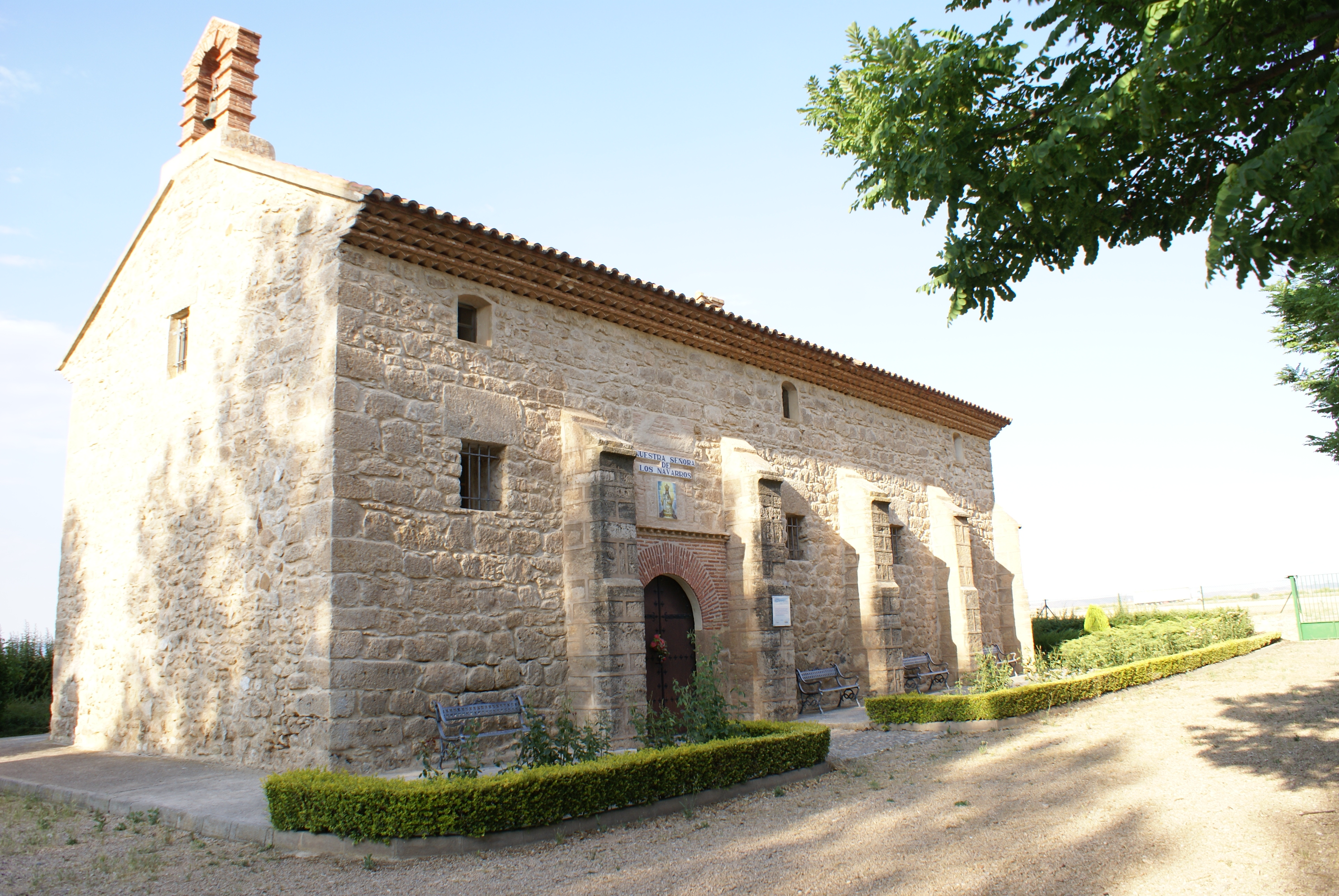
Ermita de la Mare de Déu dels Navarresos
Datada al segle xvii. Construïda en paredat, als afores del nucli urbà i confrontant amb la carretera N-234, d'una sola nau coberta amb volta de mig canó amb llunetes. La capçalera és poligonal i està alineada amb dos edificis laterals. Té decoració d'estucs. La portada, amb arc de mig punt de maó, està coronada per la imatge de la verge en ceràmica contemporània.
Inicialment l'ermita fou anomenada com a Mare de Déu del Camí, en estar situada l'Ermita al costat del Camí Reial que unía Saragossa i Terol; després fue coneguda com a Mare de Déu de la Font, en al·lusió a la font que regava l'horta propera; i finalment, dels Navarresos. Sobre el darrer canvi de nom hi ha diverses llegendes populars. Segons una, va ser a propòsit d'uns navarresos que de camí a València van barallar-se i resultaren ferits, però van ser ajudats per la Mare de Déu a recuperar la salut i van dotar l'ermita d'almoines. Una altra teoria parla d'una altra baralla, també de navarresos, en què gràcies a la intercessió de la Mare de Déu es va evitar la mort de la filla a mans del seu pare. Finalment, una tercera versió diu que uns navarresos van robar la Mare de Déu de l'ermita i van fugir; quan ja s'havien allunyat de la vila van aturar-se per reposar i es van adonar que la imatge havia desaparegut: miraculosament la Mare de Déu es trobava de nou a l'ermita.
En 1789 el religiós Joaquín Ibáñez de Jesús y María, originari de la vila, va dedicar-li un novenari i uns goigs de devoció.
Ermita de Sant Ramon Nonat

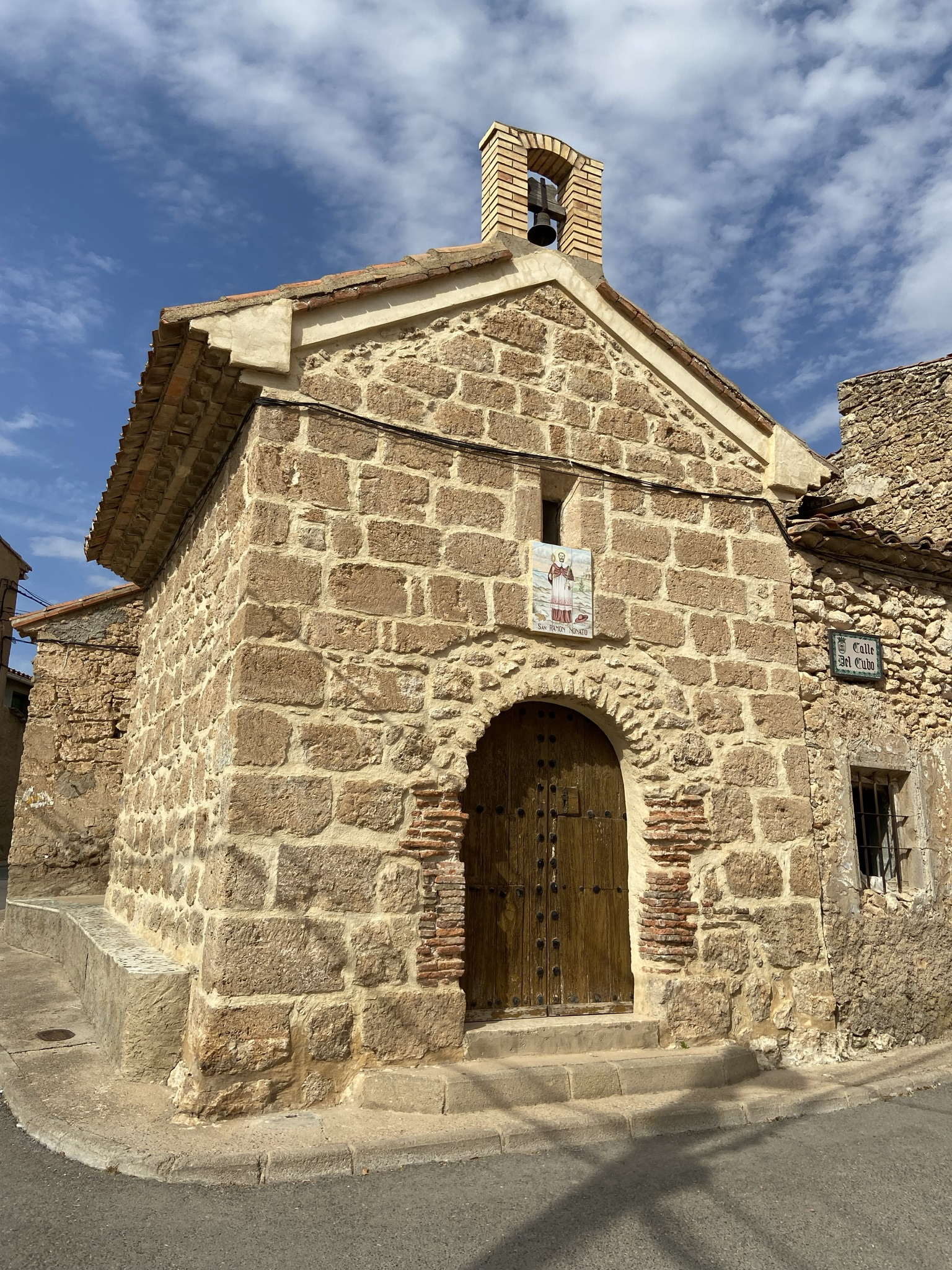
Ermita de Sant Ramon

Edifici d'una sola nau i de petites proporcions, situat dins el nucli urbà al barri de Sant Ramon. Va ser donada el 1726 a l'ajuntament pels seus constructors i segurament es va construir en dates immediatament anteriors. Es tracta d'una sala rectangular, amb un absís poligonal poc pronunciat cobert per una volta d'aresta i teulada a dues aigües. La façana és de carreus i l'entrada presenta un arc de mig punt de carreus. El 23 d'agost de 2010 l'Ajuntament la va declarar Monument d'Interès Local de cara a la seva inclusió en el Catàleg del Patrimoni Cultural Aragonès.

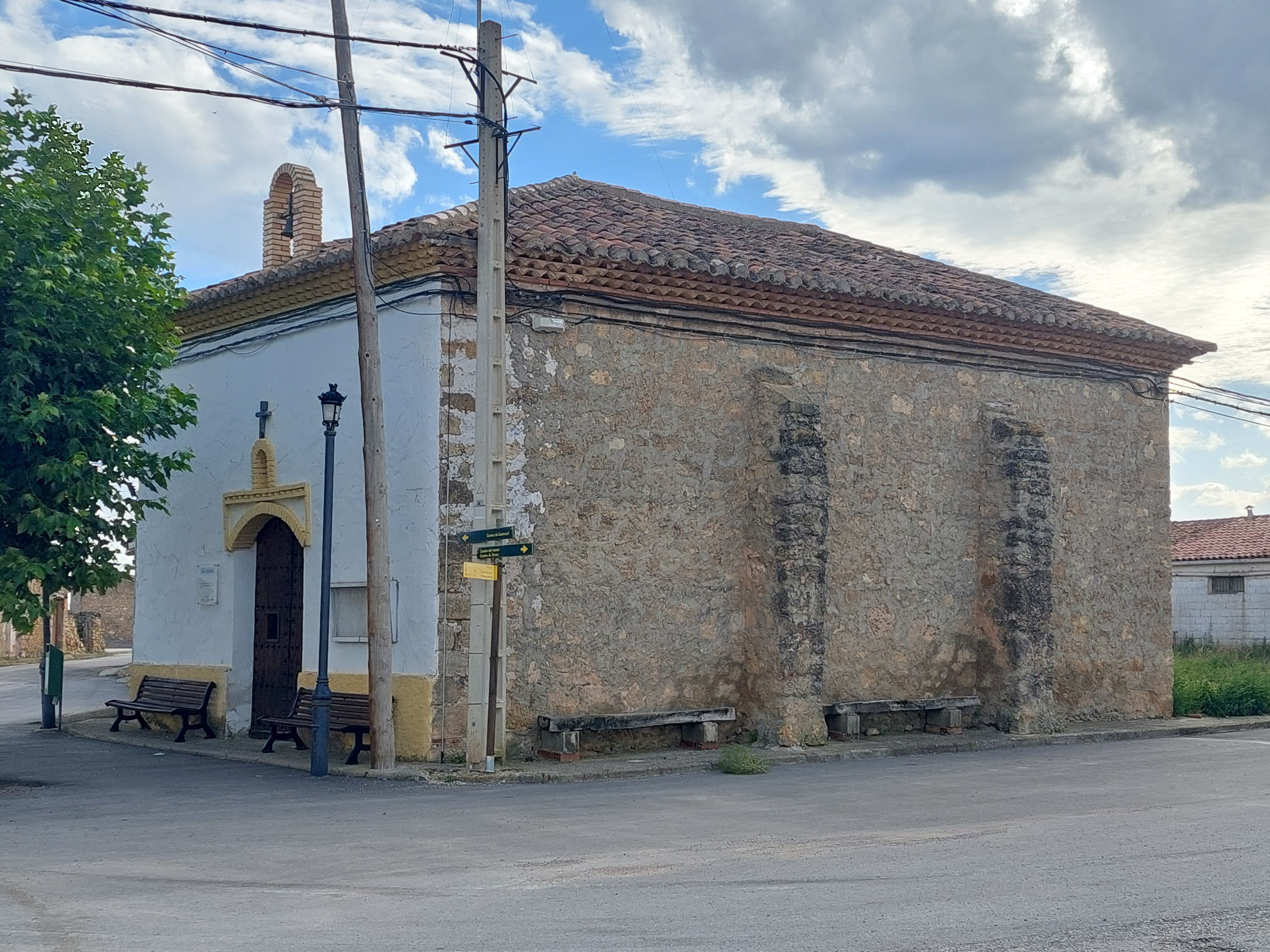
Ermita de Sant Salvador
Construcció popular de data incerta (potser durant el segle xix), també coneguda com el Santo i situada al barri homònim. Presenta una sola nau i està coberta a dues aigües. Presenta un senzill arc rebaixat d'entrada, sobre el qual es disposa una fila de maó al portell. El 23 d'agost de 2010 l'Ajuntament la va declarar Monument d'Interès Local de cara a la seva inclusió en el Catàleg del Patrimoni Cultural Aragonès.
Ermita de Sant Marc
Una quarta ermita, la de Sant Marc, va ser construïda de nova planta l'any 1988. Està situada a les llomes de Valdellosa, a uns cinc quilòmetres de la localitat, i és actualment el lloc de destí de la romeria que tradicionalment se celebra a l'abril i que abans tenia per destinació l'ermita de Sant Esteve, del municipi veí d'El Poyo del Cid.

### Patrimoni viari
Camí Reial
Antic traçat viari que transcorre de nord a sud del terme municipal, entre la carretera general (N-234) i l'Autovia Mudèjar (A-23). Els seus orígens podrien remuntar-se a l'època romana en formar part del traçat de l'antiga calçada entre Saguntum (Sagunt) i Bilbilis (Calatayud) o Caesaraugusta (Saragossa), o l'existent entre Laminium (La Manxa) i la mateixa Caesaraugusta. En època medieval va ser conegut com a Camí Reial i va ser una de les principals camins de trànsit i transport de mercaderies per ser durant segles la ruta més directa entre Terol i Saragossa. Després va quedar obsolet amb la construcció de la N-234 i va anar desapareixent, en ser substituït per noves carreteres o absorbit per aquestes.
A Fuentes Claras se'n conserva el traçat íntegre, en gran part lleugerament asfaltat. A la cruïlla amb el camí cap a Rubielos de la Cérida es va construir l'Ermita de la Mare de Déu dels Navarresos, antany coneguda com de la Mare de Déu del Camí per haver-se aixecat al costat del Camí Reial. En dues cruïlles més van funcionar sengles ventes per a l'atenció de viatgers i transport: una, coneguda com a Venta del francès, en el camí que desemboca a la N-211 i una altra, coneguda com a Venta de Fuentes Claras, a la cruïlla del camí cap a Bañón. Amb la caiguda en desús del Camí Reial ambdues van deixar de funcionar com a tals i es troben en un avançat estat de ruïna.
Via verda
Les vies verdes són camins naturals per a ús de vianants o ciclistes, reutilitzant antics traçats ferroviaris per convertir-los en sendes de caràcter turístic i cultural. A Fuentes Claras transcorre de nord a sud del terme municipal i en paral·lel a l'actual via ferroviària entre València i Saragossa. Forma part de la Vía verda Santander-Mediterrani, que discorre entre Santander i València, traçada aprofitant el traçat d'antigues línies ferroviàries.
A Fuentes Claras, la Via verda transcorre condicionant la vella Línia Calatayud-València; en concret, el tram entre Calatayud i Caminreal, actiu entre 1901 i 1985. Va acabar d'executar-se el 2022, sent un dels últims de la Via verda Santander-Mediterrani en acabar-se. A banda del seu valor històric i natural, la Via connecta i vertebra altres rutes de caràcter turístic ja presents al poble i la comarca.

### Festivitats i tradicions
Festes patronals en honor de la Mare de Déu dels Navarresos
Les festes majors de la vila se celebren en honor de la Mare de Déu dels Navarresos. Se celebren al setembre i són de les últimes celebrades a la comarca: els dies principals són el 7 i 8 d'aquest mes i aquest últim és el dia gran. L'acte central és la processó a l'ermita de la Mare de Déu dels Navarresos, a més d'un gran nombre d'actes lúdics i festius.
És tradicional i emotiu el cant d'albades la mitjanit del 7 de setembre, en la vigília de la festivitat de la Mare de Déu. En l'anomenada zona de la Costerilla s'interpreta una cobla mirant cap a l'església. En acabar es toca una tornada, només amb instruments. Canta tot aquell que tingui motiu o vulgui donar gràcies a la Mare de Déu.
Romeria dels penitents
Les referències més antigues daten de 1674. El segon diumenge de maig els veïns acudeixen en romeria a la localitat veïna de Villalba de los Morales. L'organitza la Confraria de la Sang de Crist, que és la que té el protagonisme en tots els actes. Actualment la componen 182 confrares i 61 germanes, sent l'acte seguit per tots els veïns i gran quantitat de visitants.
Romeria a l'ermita de Sant Marc
Se celebra el dissabte més proper al dia de Sant Marc (25 d'abril), quan es va en romiatge a l'ermita de Sant Marc. Aquest dia és conegut com a Romeria o Dia del Turó.
Altres tradicions
Darrerament s'ha recuperat la celebració de fogueres per Sant Antoni (17 de gener) per barris o grups de veïns, portant la llenya dels propis interessats. Al caliu de les fogueres es rostien patates, productes del porc que es matava a casa i vi amb figues. Altres fogueres es feien per Santa Llúcia (13 de desembre) o la vigília de Sant Blai (3 de febrer).

### Gastronomia i patrimoni agroalimentari
La gastronomia local està representada pels productes de més renom de la comarca: el safrà, el pernil de Terol, l'anyell de llet d'Aragó (més conegut com a ternasco) i la borratja.
Safrà del Jiloca
El cultiu del safrà es restringeix a terrenys amb condicions molt precises: altitud mitjana entre 900 i 1.100 metres, preferentment calcaris i ben drenats. Fuentes Claras i la vall del riu Jiloca reuneixen aquestes condicions i durant segles va ser una de les principals regions productores de l'Estat. Durant el segle xx l'emigració del camp a la ciutat, la competència de colorants artificials, així com de safrans de baixa qualitat i preu van provocar la seva desaparició gairebé total, però en les últimes dècades s'ha recuperat la producció i es pretén obtenir de la Unió Europea el reconeixement de Denominació d'origen protegida.
Pernil de Terol
El pernil salat de Terol és una denominació d'origen protegida nascuda l'any 1984 i va ser la primera d'aquestes característiques a Espanya. La zona de producció està formada pels termes municipals de la província de Terol on l'altitud mitjana no sigui inferior a 800 metres, entre els quals es troba Fuentes Claras. Prové de la selecció de les races de porc blanc Landrace, Large White i Duroc. És un pernil de gust suau, amb el punt just de sal i un percentatge important de greix intramuscular.
Ternasco d'Aragó
Per ternasco s'entén aquella carn d'ovella certificada pel Consejo Regulador de la Indicación Geográfica Ternasco de Aragón, procedent de cinc races autòctones: ansotana, maellana, ojinegra de Terol, rasa aragonesa i roya bilbilitana. Destaca per la carn d'aspecte rosat, amb un baix percentatge de greix, i el seu sabor, molt suau, atès que els bens són alimentats exclusivament amb llet materna i cereals.
Borratja
La Borratja és un vegetal molt habitual a la gastronomia local. Especialment les tiges, que solen cuinar-se de diverses maneres: amb patates i adobats amb oli d'oliva, barrejats amb ou o bolets, o combinats amb bledera, all i ou. La borratja és també habitual com a brou bàsic per al brou vegetal, sola o amb altres verdures.

## Esport
Ciclisme
L'esport estrella de la localitat és el ciclisme a nivell d'usuari com a mitjà de transport quotidià. La bicicleta gaudeix d'un arrelament excepcional i s'ha convertit en senyal d'identitat de la vila a nivell supralocal, ja que tots els seus habitants les fan servir per desplaçar-s'hi. Fins i tot, durant un temps, es van arribar a matricular. La localitat ha arribat a ser coneguda com a Amsterdam aragonès.
Bitlles i frontó
A nivell de competició, dos són els esports que han gaudit de gran arrelament.
D'una banda el joc de bitlles, practicat en qualsevol espai pla i sense obstacles. Format per nou peons amb una corona a la part superior i una alçada de 70 cm i un rei coronat amb tres corones i amb una alçada més gran. Per llançar s'usen dues llançadores o maces cilíndriques de 25 cm de longitud. Tradicionalment ha estat practicat per dones.
D'altra banda el joc de pilota, practicat en el frontó per homes.
Cicloturisme
A més de l'ús de la bicicleta com a mitjà quotidià de transport, el poble forma part de diverses rutes que recorren la comarca del Jiloca (com ara el Camí del Cid) en bicicleta de muntanya com a forma de potenciar el cicloturisme.

### Instal·lacions esportives
La localitat disposa d'un pavelló poliesportiu municipal en el qual se celebren festes i celebracions populars.
A la plaça de la Concòrdia hi ha una zona esportiva de construcció moderna, consistent en un frontó descobert per al joc de pilota i una piscina descoberta.
El frontó vell va deixar de funcionar quan es va inaugurar el nou. Actualment serveix per a actes socials i festius de diversa índole a l'aire lliure gràcies a la seva cèntrica ubicació, a prop de l'ajuntament.

### Entitats esportives
- Club Deportivo Kuadrones

### Esdeveniments esportius
Destaquen dos esdeveniments atlètics que se celebren anualment.
D'una banda, des de 1995 es corre la Pujada de Sant Marc a finals d'abril, prova d'entre 6,5 i 7 km disputada quasi íntegrament per camins de terra en un suau pendent ascendent entre el municipi i l'ermita del mateix nom. Se celebra a finals d'abril, durant la festivitat homònima.
D'altra banda la cursa popular organitzada anualment pel Club Deportivo Kuadrones des de 2006, que s'organitza a finals d'agost i de 10 km de distància.
De 2012 a 2014 es va celebrar una prova de múixing o gossos de tir. Solia celebrar-se al novembre en dues etapes.

## Personatges destacats
- Miguel Francisco Gómez y Cabello (finals s. XVII-1756), escriptor i rector de la Universitat de Saragossa entre 1744 i 1749.
- José Ibáñez y Gassia (1728-1779), escriptor i inventor.
- Joaquín Ibáñez de Jesús y María (1738-1809), escriptor i orador.
- María Ignacia Ibáñez (1745-1771), actriu originària de Fuentes Claras.
- Mariano de Ibáñez Cuevas y Rubio (1750-1802), militar.
- Joaquín Gómez y Blasco (1774-1821), regidor de l'Ajuntament de Saragossa (1804-1821) i diputat suplent de les Corts de Cadis (1813-1814).
- Rafael Ibáñez de Ibáñez (1796-1839), militar de la Primera guerra carlina.
- Enrique Esteban Julve (1892-1968), alcalde durant la Segona República Espanyola entre 1931 i 1936.
- Pepe Gálvez (1950), guionista i dibuixant de còmics.
- José Antonio Lázaro Romero (1951), joter i president de la Federació de Comunitats Aragoneses a l'Exterior.[106]
- Plácido Díez Bella (1958), periodista de ràdio i premsa escrita.
- José Antonio Pérez Cebrián (1958), president de la CEOE a Terol.[107]
- Amparo Bella Rando (1961), historiadora, activista feminista i política.
- José Blas Rando Romero (1979), joter.[108][109]
- David Sánchez Fabra (1989), escriptor i metge.[110]